# Classe Independence (porte-avions)
Pour les autres classes de navires du même nom, voir Classe Independence.
La classe Independence est une série de neuf porte-avions légers américains produits en urgence pendant la Seconde Guerre mondiale en transformant des croiseurs légers de la classe Cleveland en cours de construction. Les autres navires composant la classe (sister-ships) sont le Princeton, le  Belleau Wood, le Cowpens, le Monterey, le Langley, le Cabot, le Bataan et le San Jacinto.
Quasiment imposées par le président Roosevelt à la marine américaine qui doute de leur valeur militaire, ces conversions permettent aux États-Unis de doubler dès le milieu de l'année 1943 le nombre de leurs porte-avions rapides (ou fast carriers ) dans le Pacifique alors que les premiers navires de la classe Essex commencent à peine à entrer en service. Dès l'invasion de Tarawa en novembre 1943, les cinq Independence en service, mettent en œuvre 30 % de l'aviation embarquée de la flotte d'invasion, et près de 40 % de ses chasseurs . Les neuf bâtiments sont tous lancés avant la fin de l'année 1943. Leurs groupes aériens combinés sont à-peu-près équivalents à ceux de trois Essex supplémentaires à une époque où ces derniers sont encore rares .
Transformés dans l'urgence, et donc en acceptant des compromis en matière de capacité militaire, de qualités nautiques, d'habitabilité et de protection, ces navires restent en service en première ligne jusqu'à la fin du conflit et un seul est perdu au combat (l'USS Princeton - CVL 23 - lors de la campagne des Philippines). Ils sont désarmés à la fin de la guerre et l'Independence est sacrifié lors des essais nucléaires de Bikini mais le Bataan, le Cabot et le Monterey reprennent du service pendant la guerre de Corée, comme porte-avions légers ou comme transports d'aviation. Le Langley et le Belleau Wood, sont prêtés entre 1951 et 1963 à la marine française renaissante qui les rebaptise respectivement La Fayette et Bois Belleau et les emploie notamment en Indochine. Enfin, le Cabot est prêté en 1967 - puis cédé en 1972 -  à la marine espagnole, dans laquelle il reste en service jusqu'en 1989 sous le nom de Dédalo .
Alors qu'avec le recul, certains historiens ont pu remettre en cause la décision américaine de construire autant de porte-avions de la classe Essex (24 seront achevés, dont certains après la fin de la guerre ) ou de porte-avions d'escorte (125 lancés, dont 87 conservés par la marine US), personne n'a contesté la contribution des neuf Independence à la victoire alliée à un moment où le cours de la guerre du Pacifique était en train de basculer , .

## Le programmeIndependence

### Genèse
L'idée de construire des porte-avions légers sur une base de coque de croiseur est antérieure à l'attaque de Pearl Harbour. En fait, dès le début des années 1930, la marine étudie des concepts de croiseurs dotés d'une pont d'envol sur une partie de leur longueur tout en conservant des canons de 152 mm ou même de 203 mm . Les projets se succèdent mais aucun n'aboutit. Cependant, en août 1941, le président Roosevelt - qui avait été secrétaire adjoint à la Marine sous Josephus Daniels de 1913 à 1920 et qui reste très impliqué personnellement dans les programmes de construction navale  - propose de convertir des croiseurs légers de la classe Cleveland en cours de construction en porte-avions légers. La marine rejette officiellement cette suggestion le 13 octobre car le premier projet de transformation sur laquelle elle travaille est trop sophistiqué et, en conséquence, les navires proposés - qui n'ont bien sûr pas les qualités des Essex en cours de construction - ne peuvent même pas être disponibles avant eux. Le président ne renonce pas et relance la marine par courrier dès le 25 octobre. En effet, il y a urgence car, si onze Essex ont alors été autorisés, cinq d'entre eux seulement sont en chantier et leur mise en service n'est - à ce moment - pas prévue avant 1944. L'attaque de Pearl Harbor change la donne et, dans un courrier daté de janvier 1942, le Chef des Opérations navales (CNO)confirme la demande de conversion d'un premier croiseur léger en porte-avions. Dès le lendemain, une conférence réunit les services techniques de la marine et les représentants de la New York Shipbuilding Corporation qui doit construire dix-sept Cleveland dans ses chantiers de Camden, New Jersey. La société reçoit dès le 10 janvier un avenant à son contrat lui confirmant la conversion d'un premier croiseur dont les caractéristiques techniques sont soumises au CNO le 2 février. Cette fois-ci, les bureaux d'étude de la marine ont produit un projet épuré qui permet une mise en service beaucoup plus rapide. L'approbation des caractéristiques est suivie par la commande de deux conversions supplémentaires dès le 16 février, puis de trois autres en mars et enfin des trois dernières de la série le 4 juin. Les neuf Independence sont construits à Camden. Ils reçoivent des noms de navires célèbres (Independence, Cabot et Langley  ), ou de batailles (Princeton, Cowpens, Belleau Wood, Monterey, Bataan et San Jacinto)).

Le programme Independence
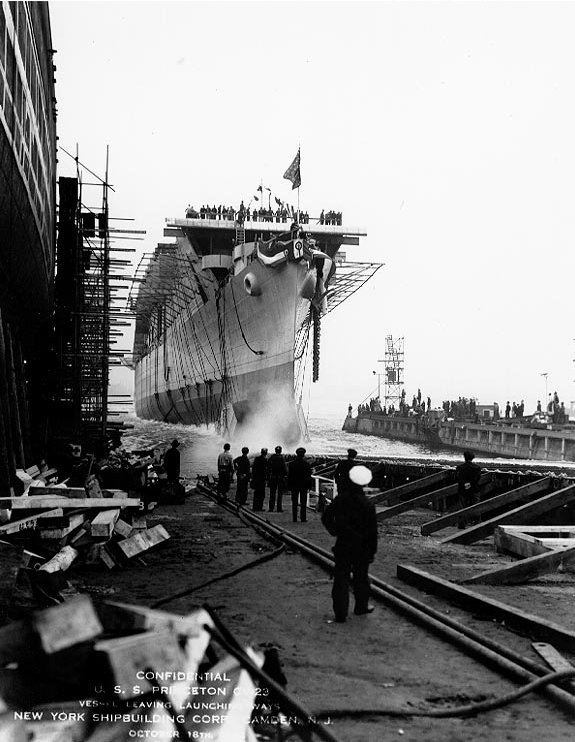
Lancement du Princeton le 22 août 1942
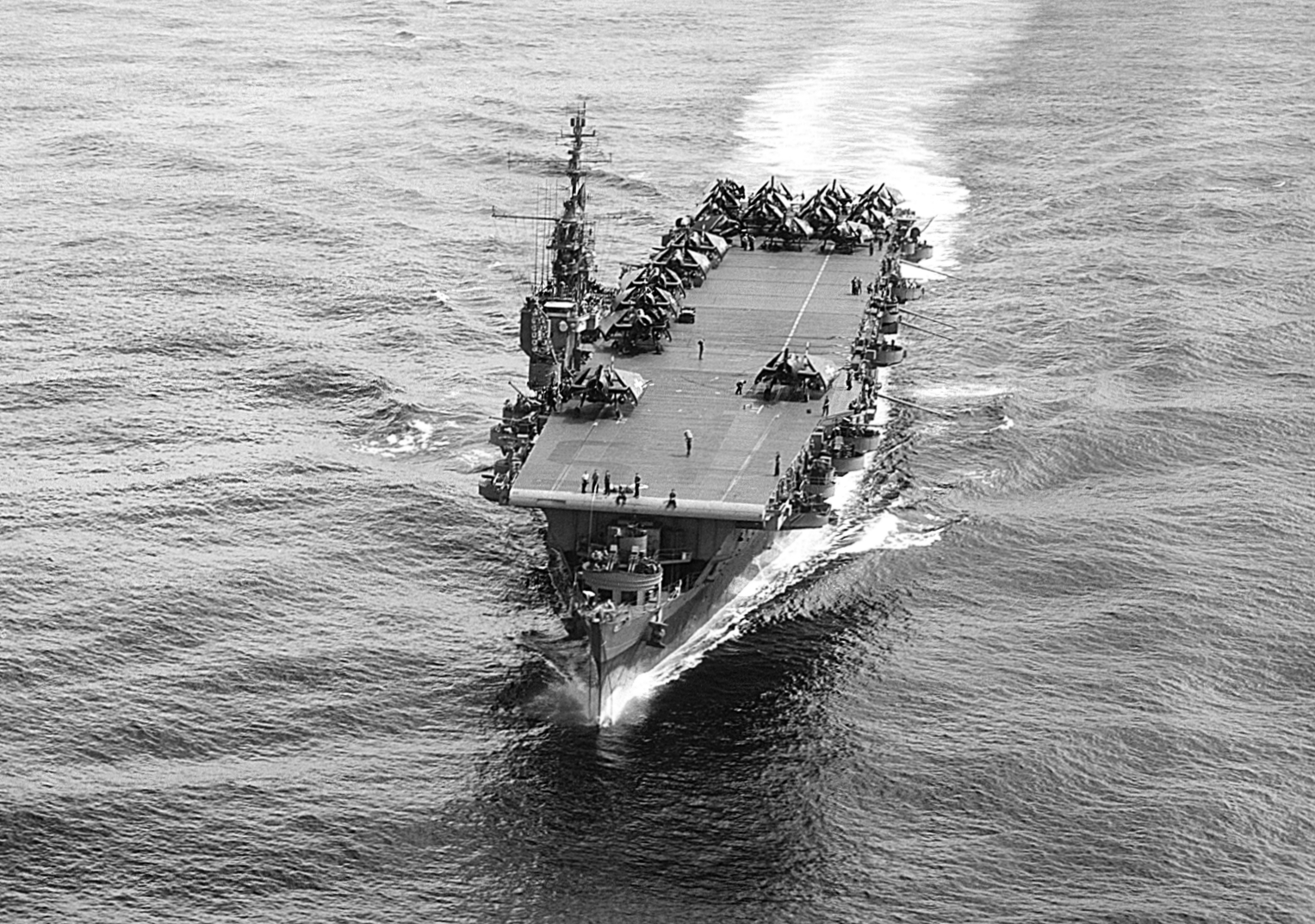
Le Cowpens (CVL-25) en 1945
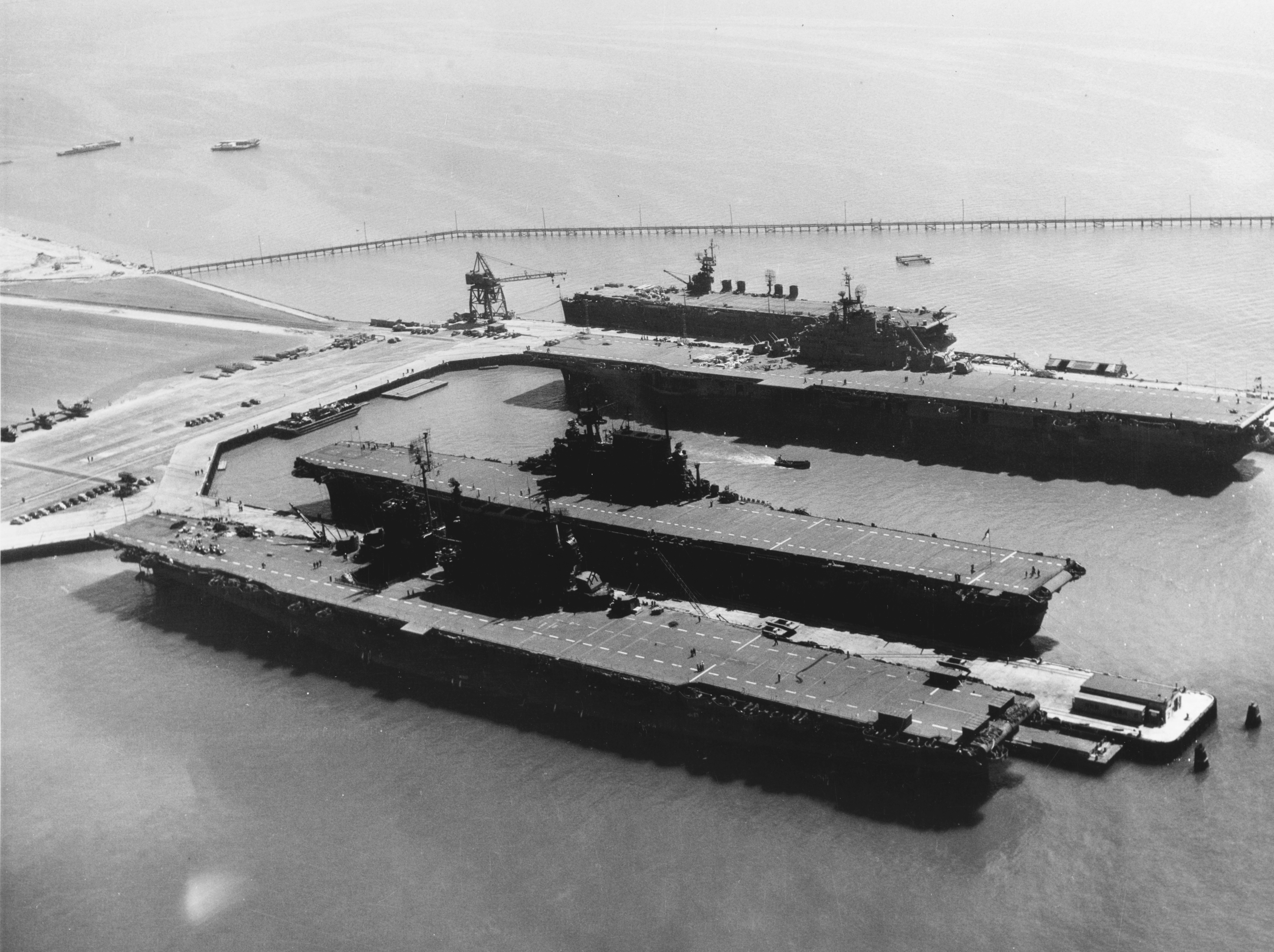
Les porte-avions USS Saratoga (classe Lexington), USS Enterprise (classe Yorktown), USS Hornet (classe Essex) et USS San Jacinto (classe Independence)

### Du croiseur au porte-avions - Les défis de la conversion

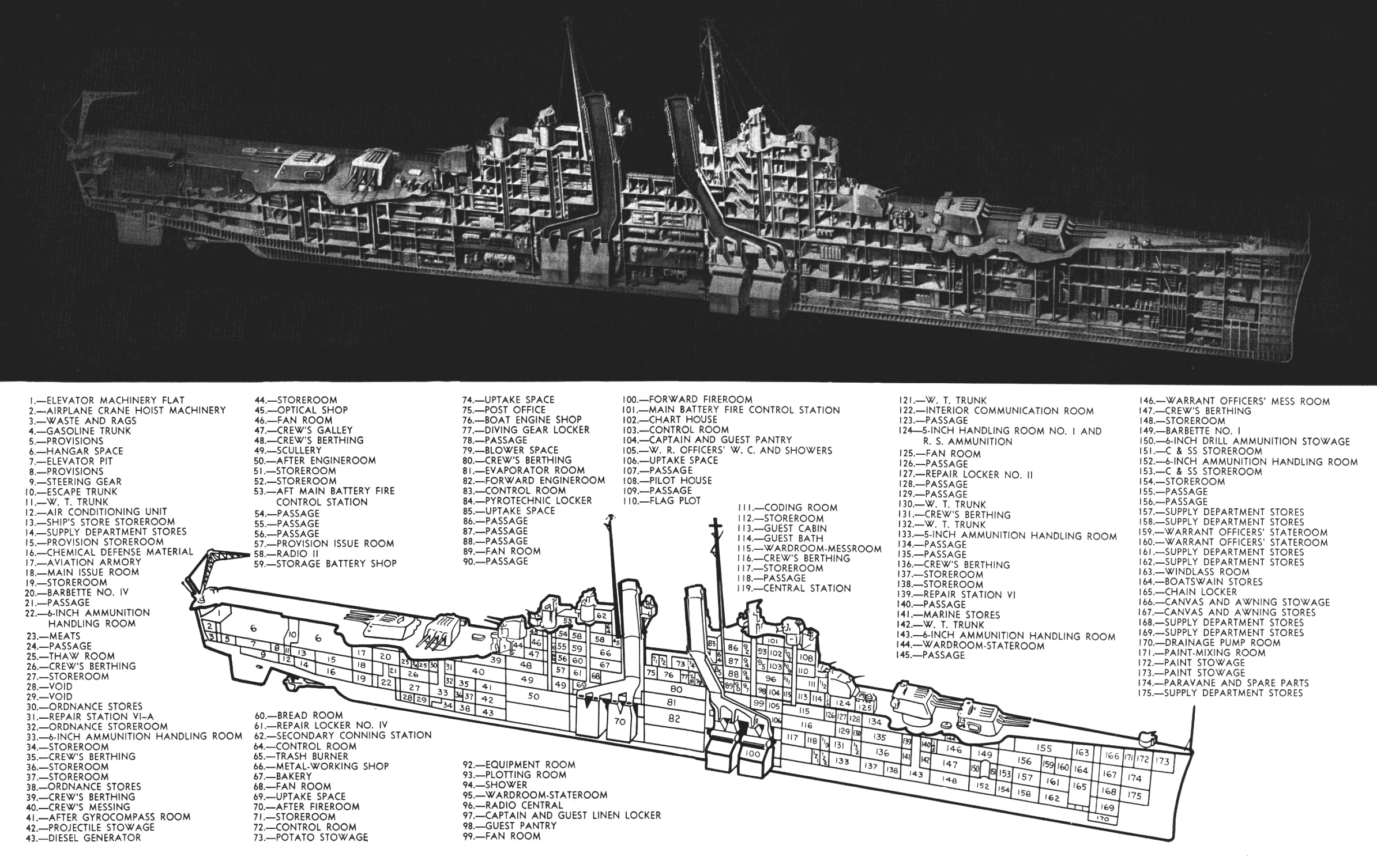
Vues en coupe et éclatée d'un croiseur de la classe Cleveland

En 1941, transformer un navire en porte-avions n'est plus une nouveauté pour les bureaux d'étude navals. En effet, de nombreux porte-avions en service à cette époque sont en fait des conversions de cuirassés ou de croiseurs de bataille en cours de construction. De plus, à cette date, la marine américaine a également lancé la conversion de navires marchands en porte-avions d'escorte. Le projet reste toutefois difficile pour de nombreuses raisons.
Tout d'abord, pour tout navire, les constructions en superstructure (îlot, cheminée, mâts etc. ) nuisent à la stabilité et, sur un porte-avions, elles sont déportées latéralement pour dégager le pont d'envol, ce qui aggrave le problème. Elles génèrent de plus, avec le vent relatif dû au déplacement du navire, des turbulences gênantes pour les avions qui appontent. On envisage donc initialement de remplacer l'îlot par une simple passerelle placée en avant et au-dessous du pont d'envol mais cette solution présente trop d'inconvénients (conduite du navire, conduite des opérations aériennes, emplacement des radars, etc.) et elle n'est pas retenue.
Ensuite, l'étroitesse de la coque et la cambrure du pont principal des Cleveland imposent de réduire non seulement la largeur du pont d'envol mais aussi sa longueur : l'avant de ce dernier doit être positionné une quinzaine de mètres en retrait de l'étrave très effilée  du navire - ce qui oblige à reculer d'autant la position de l'ascenseur avant et donc à réduire également la longueur du hangar. Et bien sûr, le hangar, étant lui-même construit en superstructure, contribue à la surcharge du navire dans les hauts .
Enfin, il faut faire vite, la disponibilité des navires étant une priorité absolue. Mais l'état d'avancement des premiers navires crée une contrainte supplémentaire car il n'est pas question de défaire ce qui a déjà été fait, et notamment de percer le pont principal blindé qui est déjà en place. Ceci complique la mise en place des soutes à munitions ainsi que celle des réservoirs et du système de distribution de carburant d'aviation.
Le résultat final n'est pas le navire le plus élégant de la flotte et les nombreux compromis consentis impactent les capacités militaires de la nouvelle classe mais l'objectif principal de disponibilité à très court terme est atteint.

### Les navires

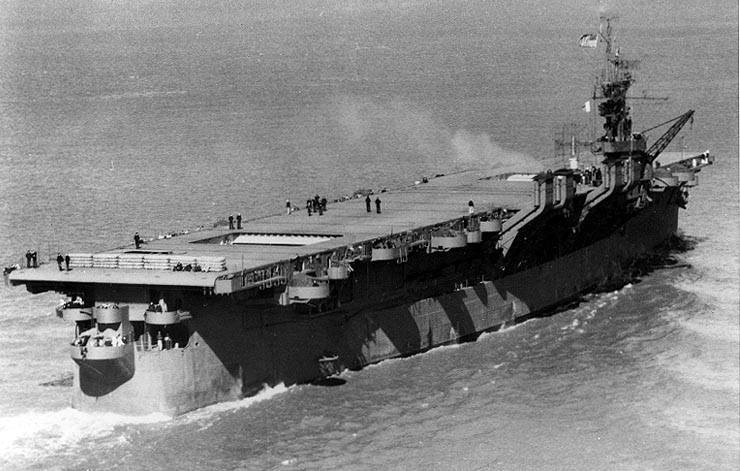
Vue de l'USS Princeton montrant les cheminées et l'îlot déportés

Les Independence ont une coque longue de 186 m, protégée par une ceinture blindée atteignant 5 pouces (127 mm). Leur largeur au maître bau est de 33,3 m. Ils reçoivent un hangar monté en superstructure, recouvert d'un pont d'envol en bois long de 170 m et large de 22, deux ascenseurs axiaux et un élévateur à munitions . Un petit îlot surmonté d'un mât en treillis est installé en encorbellement sur tribord pour ne pas diminuer encore la largeur - déjà fort réduite - du pont-d'envol et une grue est placée sur le pont à l'avant de l'îlot, seule position permettant de transférer des avions à bord à partir d'un quai ou d'une barge, faute d'ouvertures latérales assez grandes au niveau du hangar. Ce dernier repose sur un pont supplémentaire intercalé environ 1,20 m au-dessus du pont blindé principal du croiseur dont la cambrure compliquerait trop les mouvements d'avions, surtout par mer forte. De plus, cette configuration évite d'avoir à le découper pour positionner les puits des ascenseurs. Le pont d'envol reçoit huit brins d'arrêt (un neuvième est ajouté vers 1945 ) et trois barrières . Initialement, une seule catapulte hydraulique type H 2-1 est installée à bâbord. Une deuxième est ajoutée à tribord lors de passages en chantier naval pour réparation ou travaux à partir de 1944 sauf pour le San Jacinto dont le chantier d'entretien est annulé du fait de la fin du conflit).
Les Independence conservent leurs machines de croiseur, quatre chaudières Babcock & Wilcox alimentant des turbines à engrenages Westinghouse entraînant quatre hélices. Leur puissance de 100 000 ch assure une vitesse maximale proche de 32 nœuds. Ils sont dotés de quatre petites cheminées raccordées directement à chacune des chaudières mais déportées et coudées afin de les écarter au maximum du pont d'envol et de limiter les nuisances causées par les fumées : gêne visuelle pour les guetteurs, turbulences pour les avions à l'appontage, corrosion des équipements situés à proximité etc. Pour accroître la stabilité, deux caissons extérieurs (bulges ou renflements en anglais) sont plaqués de part et d'autre de la coque (ce qui accroît la largeur de 1,5 m, la portant à 21,8 m). Celui de bâbord est lesté de ciment pour compenser le poids de l'îlot, de la grue et des cheminées.
La capacité de stockage de mazout pour la propulsion est d'environ 2700 m3 répartis en une soixantaine de soutes et réservoirs divers (soutes d'alimentation, de réserves, de ballast etc.). L'essence aviation est stockée dans deux groupes de soutes pour un total d'environ 460 m3. Douze postes de distribution sont installés (huit sur le pont et quatre dans le hangar) ,.
| Vitesse      | Consommation    | Endurance | Distance        |
| nœuds (km/h) | litres/heure    | jours     | nautiques (km)  |
| ------------ | --------------- | --------- | --------------- |
| 10 (18,5)    | 2.400 à 3.000   | 43        | 10.000 (18.500) |
| 15 (28)      |                 |           | 8.300 (15.000)  |
| 20 (37)      | 8.000 à 10.000  | 13        | 6.500 (12.000)  |
| 26 (48)      | 14.000 à 18.000 | 7.5       | 4.700 (8.700)   |

Les six premiers navires reçoivent un camouflage de type Measure 21 puis différents schémas sont appliqués (Measure 22, Measure 33, Measure 21 à nouveau et Measure 12) au fur et à mesure des passages en chantier naval et de l'évolution de la perception de la menace . Seuls le Langley et le Cabot ne reçoivent pas de camouflage. Les bâtiments réactivés après la guerre ne sont plus camouflés et reçoivent une livrée gris clair (Measure 27).

### L'armement

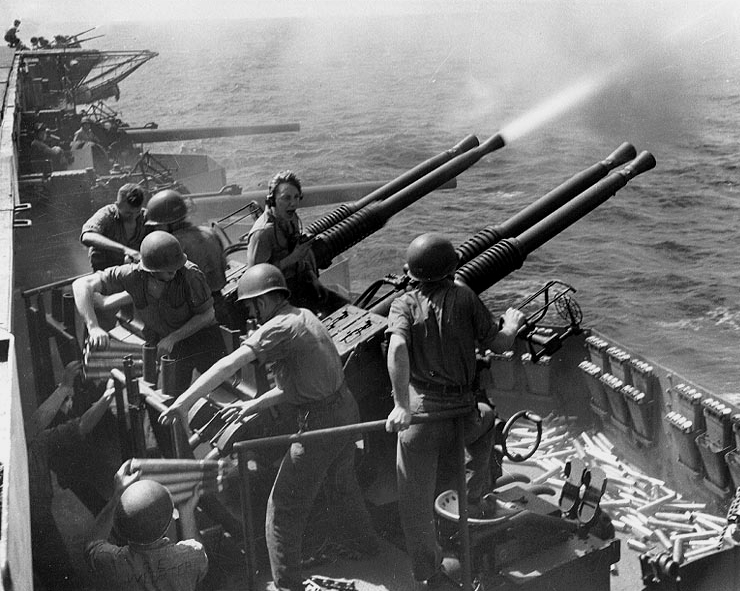
Affût quadruple Bofors 40 mm (avec canons de 127 mm en arrière plan)

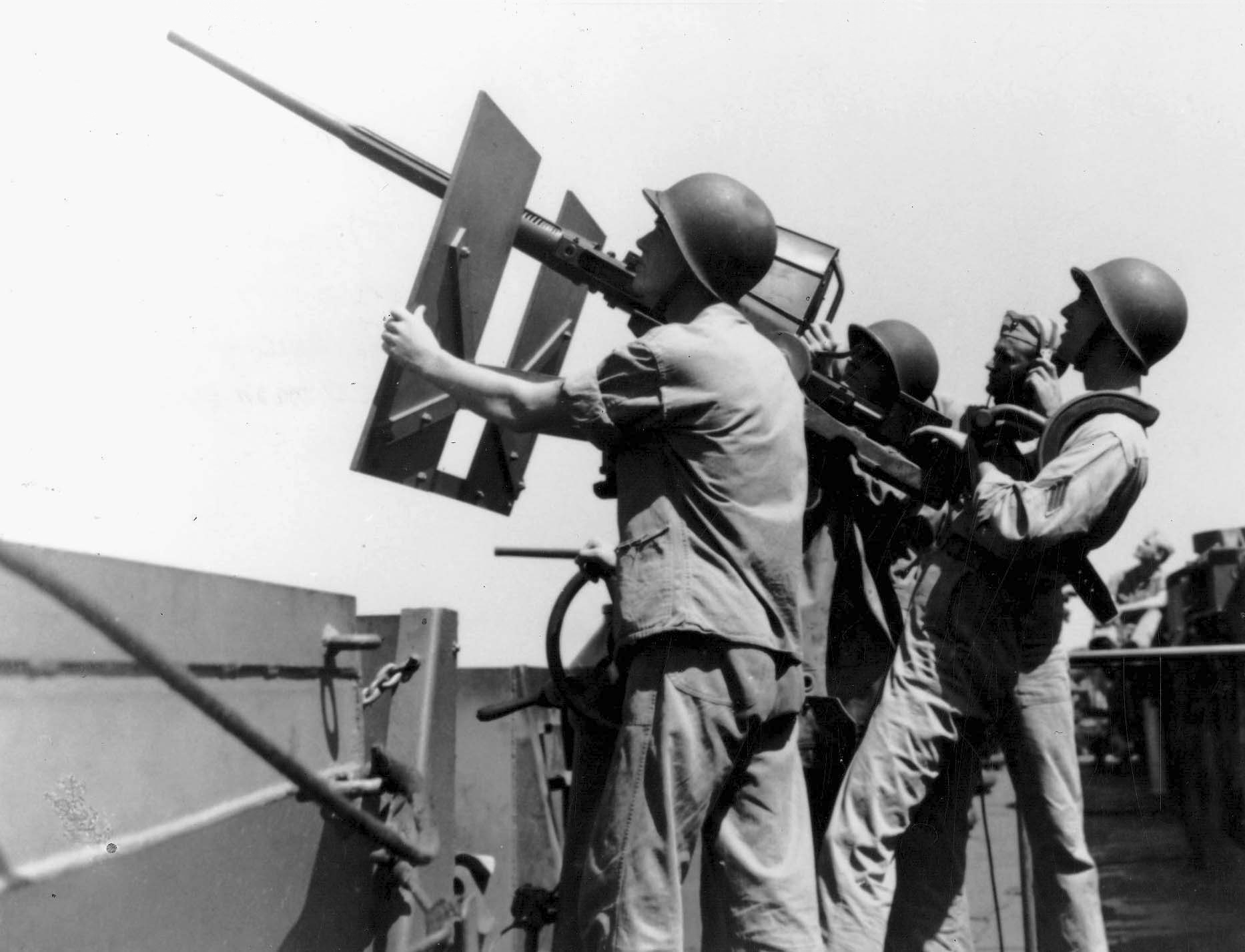
Canon Oerlikon 20 mm

Les deux pièces simples de 127 mm/38 Mk12 montées initialement sur l'Independence (une à la proue et une à la poupe) sont retirées dès 1943. Chaque pièce est remplacée par un affût quadruple de 40 mm Bofors, jugé - à l'époque - plus efficace contre les avions et surtout plus léger . Les unités suivantes en sont équipées dès l'origine. La batterie de DCA, comprenant donc ces deux affûts quadruples plus, suivant le navire, neuf ou dix affûts doubles de 40 mm, est dirigée par sept télépointeurs à visée optique Mk 51 qui seront ultérieurement complétés ou remplacés par des télépointeurs Mk 57 et Mk 63 équipés de radars . La DCA légère prévue initialement sur l'Independence comporte dix affûts simples de 20 mm Oerlikon installés en périphérie du pont d'envol mais ce nombre diffère d'une unité à l'autre et varie considérablement au cours de la guerre. Il augmente d'abord très fortement à cause de l'aggravation de la menace aérienne, puis certains affûts simple sont remplacés par des affûts doubles. Enfin, il est réduit à nouveau lorsque la deuxième catapulte est installée, afin de limiter le poids dans les hauts mais aussi parce que l'efficacité des pièces de 20 mm est de toute manière très limitée .
La dotation en munitions est de 72 bombes de 454 kg (1000 lbs), 72 bombes de 227 kg (500 lbs) et 162 bombes de 45 kg (100 lbs) stockées dans les anciennes soutes à munition du croiseur, plus 24 torpilles entreposées dans un local situé à l'arrière du hangar. Comme un bombardier TBF/TBM peut emporter un maximum de deux bombes de 454 kg, cette dotation permet aux neuf appareils généralement embarqués d'effectuer chacun seulement quatre missions de bombardement avec les bombes les plus lourdes avant un réapprovisionnement. Lors de l'installation de la deuxième catapulte, le nombre de torpilles en dotation est ramené à 6 pour compenser partiellement l'augmentation de la masse embarquée.

### Radars et équipements électroniques
Les Independence reçoivent initialement un radar de veille aérienne de type SK  - installé entre les deux groupes de cheminées. Un radar de veille de surface SG et un second radar de veille aérienne SC-2 (ultérieurement remplacé par un SP avec altimétrie ) sont positionnés sur le mât surmontant l'îlot  . Ces installations sont complétées par de nombreux équipements de navigation, de communication, d'identification (IFF) et de guerre électronique.

Radars et télépointeurs
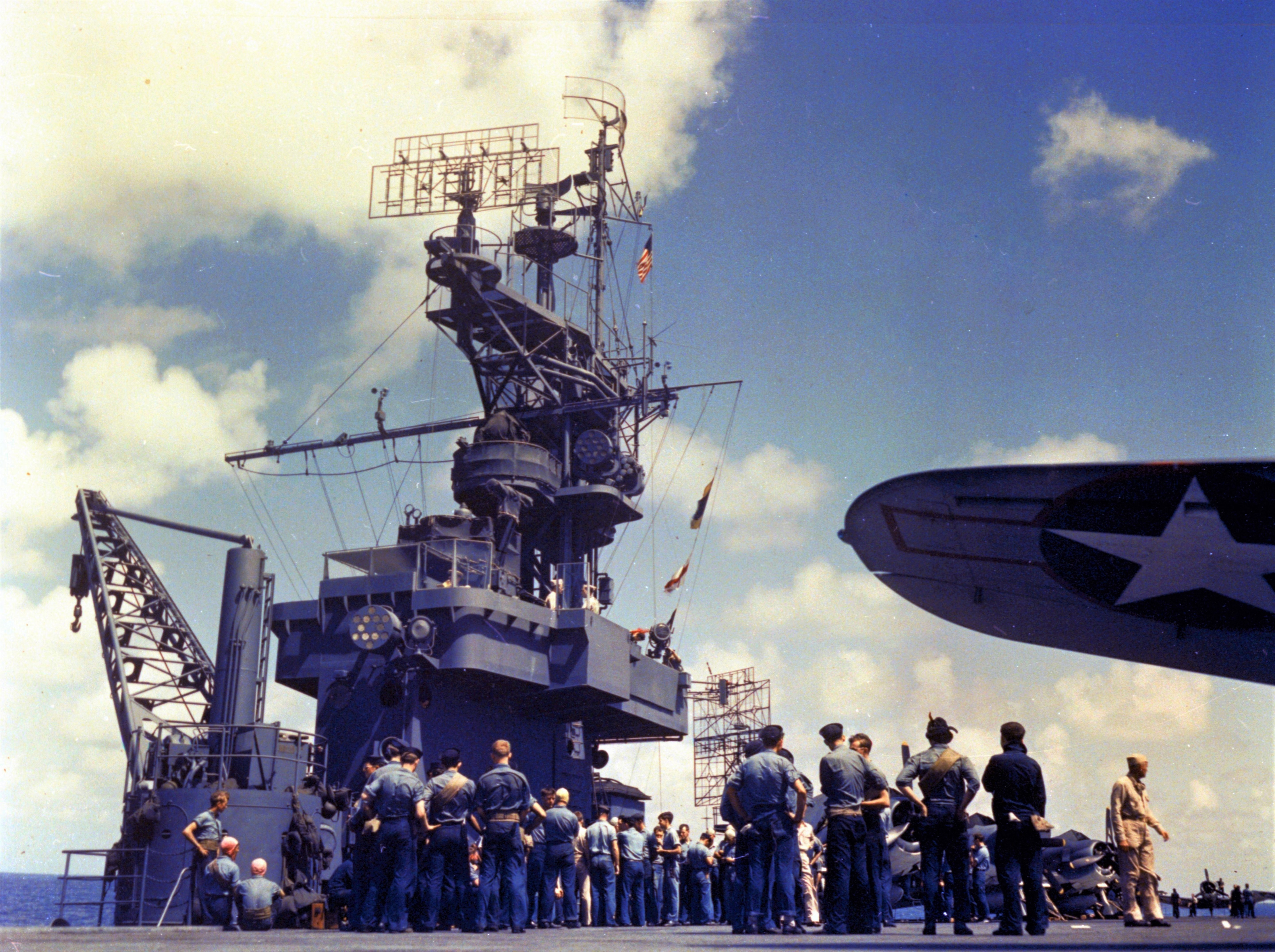
La grue, l'îlot et les radars du Cowpens
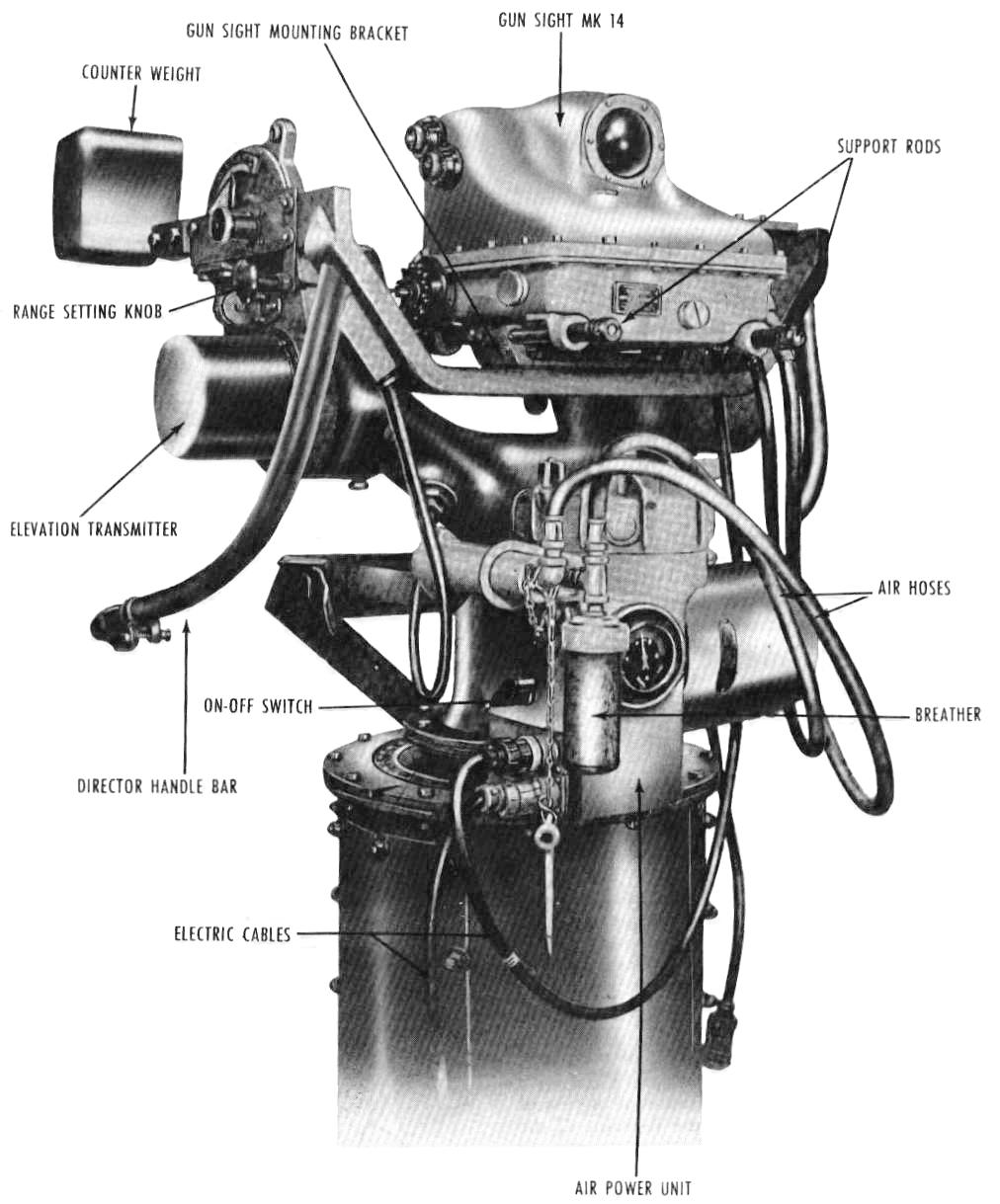
Télépointeur Mk 51
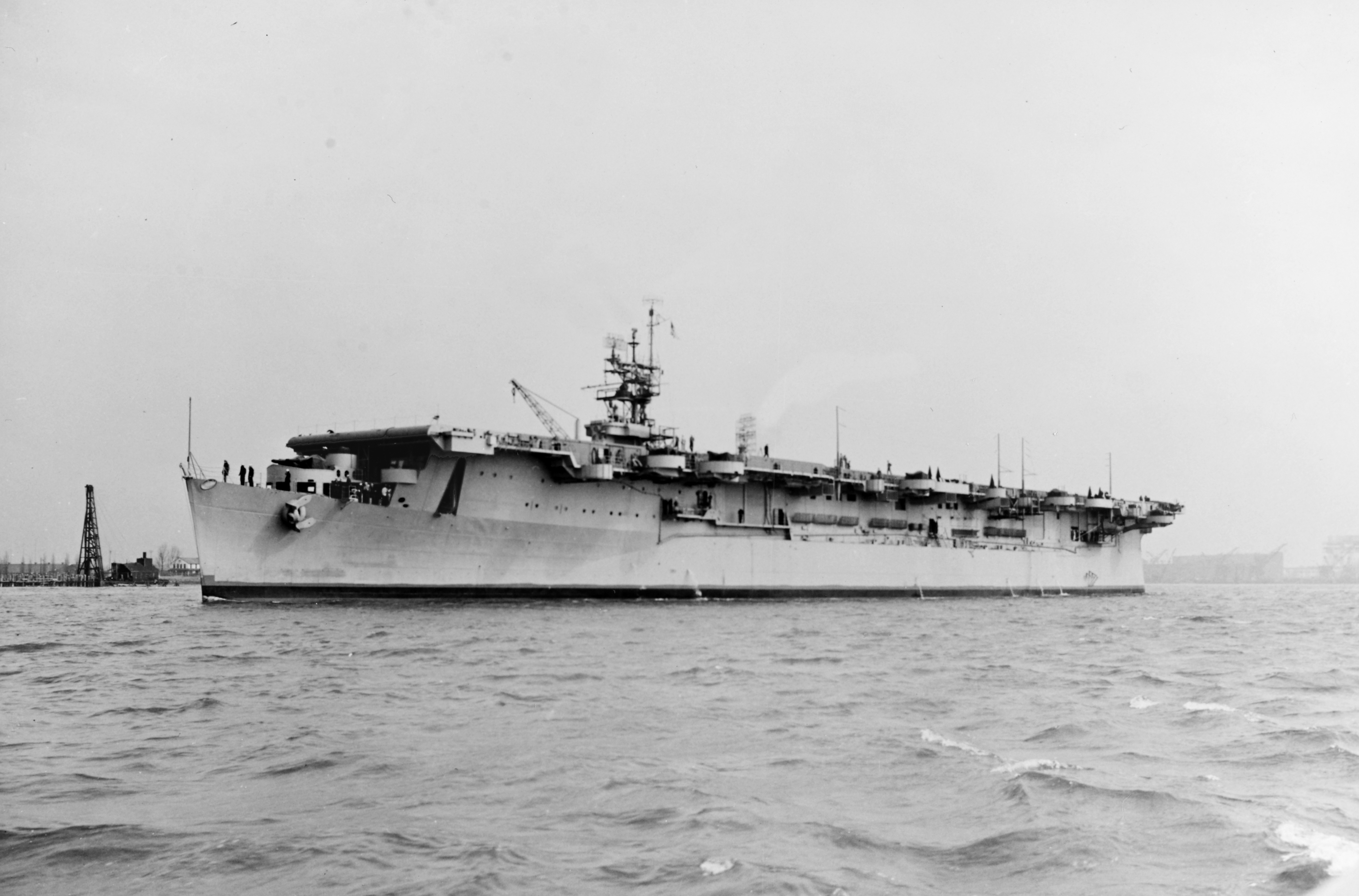
Radars et antennes du Belleau Wood - avril 1943.  L'antenne YE est celle d'une balise de radionavigation

### L'organisation des navires

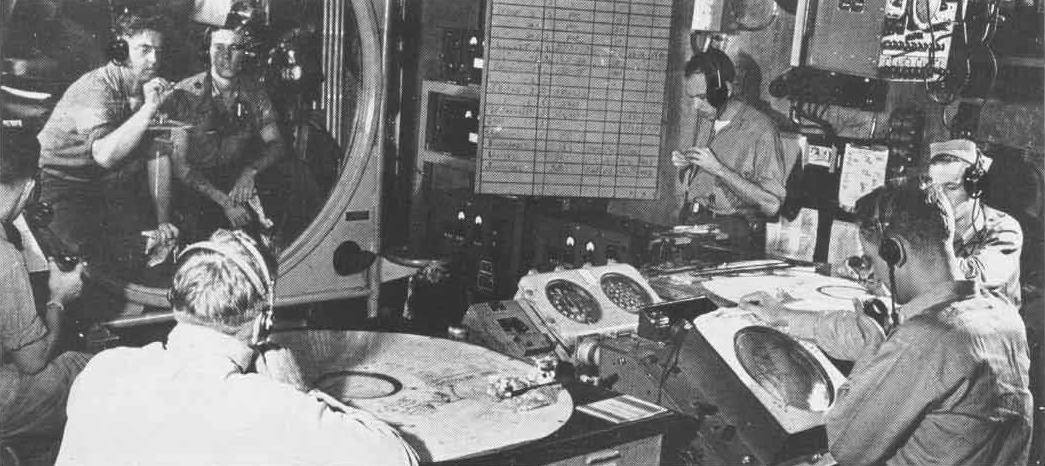
Central opérations (CIC) de lIndependence

Le commandant du navire est un capitaine de vaisseau ( captain ) qui, comme pour tous les porte-avions américains, est obligatoirement un aviateur (pilote ou observateur). Il est secondé par un capitaine de frégate (commander).
L'équipage est réparti en 9 services ou departments  (10 en comptant le groupe aérien quand il est à bord), commandés par des capitaines de frégate ou des capitaines de corvette (lieutenant commander). Les services sont eux-mêmes subdivisés en divisions :
- Air department : chargé de toute l'activité aviation, du pont d'envol, du hangar et du Central opérations (Combat Information Center ou CIC) [N 21].
- Gunnery department : chargé des canons et de l'armement mais aussi des embarcations du bord ainsi que du nettoyage et de la peinture du navire etc. Le détachement de Marines embarqué, qui met en oeuvre certaines des pièces de DCA et qui constitue le corps de débarquement du navire, appartient à ce service.
- Engineering department : propulsion, énergie, appareils et équipements électriques etc.
- Supply department : approvisionnements, mess et service des repas;
- Communication department : transmissions et signaux;
- Hull department : Maintenance, entretien et travaux. Réparation des dégâts et avaries (Damage control). Coordination des services dans tous les domaines liés au fonctionnement général du navire;
- Navigation department : Navigation;
- Medical department : Service médical et dentaire;
- Executive department : Service administratif, secrétariat et police interne du navire (capitaine d'armes);
- Air group : Le groupe aérien embarqué ou Carrier Air Group (abrégé en CVLG)[N 22], dès qu'il est à bord, devient un service du navire (voir ci-dessous).

D'une manière générale, les Independence n'embarquent que rarement un amiral pendant la Seconde Guerre mondiale mais l'Independence et le Princeton portent la marque des contre-amiraux Radford, Ragsdale et Montgommery en 1943 . Par la suite, les amiraux n'embarquent plus que sur les « grands » porte-avions.

### L'aviation embarquée

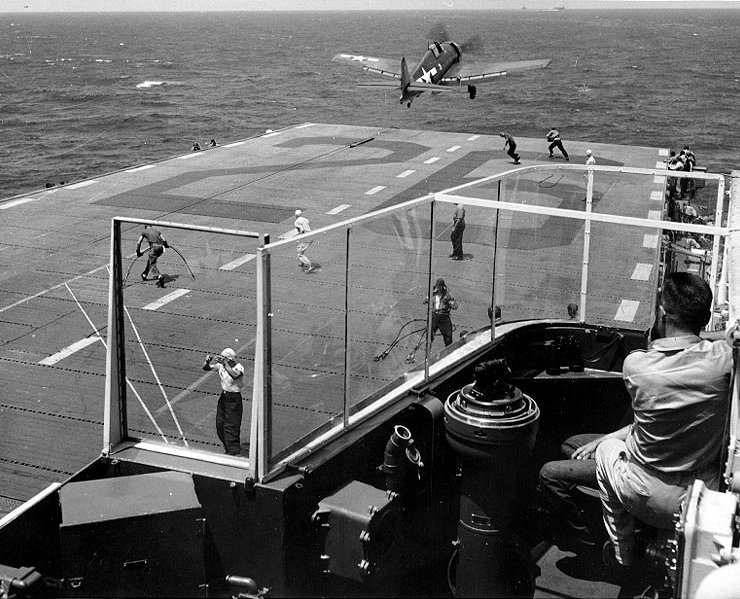
Catapultage d'un Grumann F6F Hellcat du Monterey - 1944

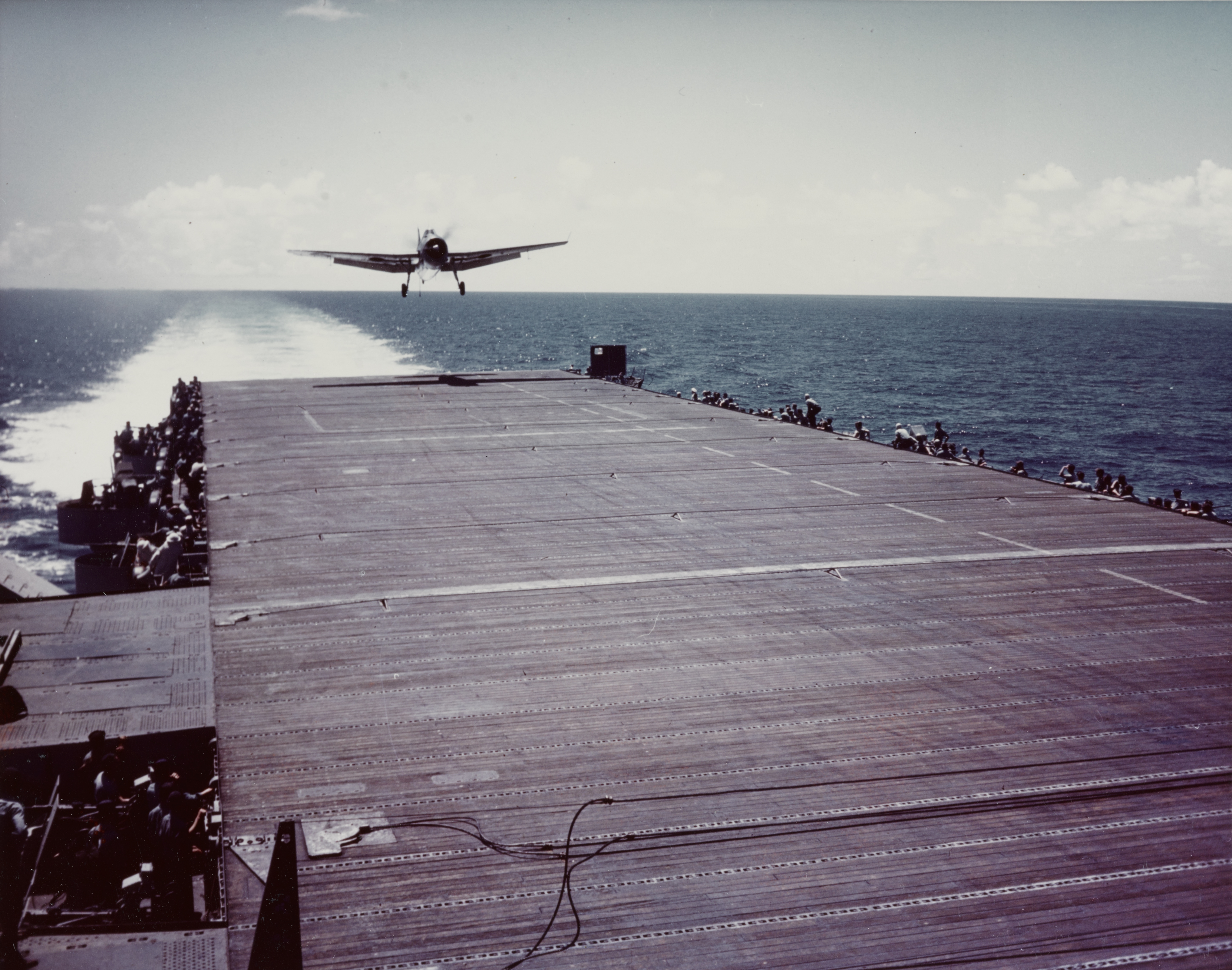
Appontage d'un Avenger sur le Cowpens. Noter les brins d'arrêt et - au premier plan - une barrière

Les Independence peuvent mettre en œuvre une trentaine d'appareils et en transporter une centaine en configuration de transport d'aviation. Avant même les premières opérations, le parc aérien, initialement composé de 12 chasseurs, 9 bombardiers en piqué et de 9 bombardiers torpilleurs est modifié. En effet, dès 1943, les chasseurs F4F Wildcat sont remplacés par les nouveaux F6F Hellcat qui entrent en service. Puis les bombardiers en piqué Douglas SBD Dauntless, dont les ailes ne sont pas repliables, et qui prennent trop de place à bord sont éliminés  et on en profite pour porter le nombre de chasseurs F6F de 12 à 24. Le groupe comprend donc généralement 24 à 26 F6F Hellcat - dont quelques modèles -P pour la reconnaissance photographique - et 9 bombardiers torpilleurs TBF ou TBM Avenger . En 1945, un groupe aérien composé de 24 F6F et 9 TBM comporte 60 officiers et 36 hommes (officiers mariniers et marins) .
Le groupe aérien est une unité semi-autonome - c'est-à-dire qu'il est considéré comme un des services (departments) du navire dès qu'il est embarqué. Constitué de deux flottilles, il est commandé par le CAG (Commander, Air Group), un capitaine de corvette (lieutenant commander) ou parfois un capitaine de frégate (commander) qui, sur les Independence, est également le commandant de l'une des deux flottilles.
La préparation d'une d'attaque nécessite une mise en place complexe sur le pont des navires. Et, sur un porte-avions de cette époque, pour qu'un seul avion puisse apponter en fin de mission, il faut déplacer vers l'avant du navire tous les appareils qui étaient restés à l'arrière pendant les décollages ou les catapultages (respotting). Mais la protection de la flotte exige également les catapultages et appontages fréquents de patrouilles de surveillance. Les Independence avec leur groupe aérien réduit composé majoritairement de chasseurs, permettent souvent de soulager les Essex de ces missions en leur permettant de se concentrer sur les missions principales.

## Comparaison des types de navires et de leurs rôles

### Le rôle desIndependencedans la marine américaine
Les porte-avions de la classe Essex représentent l'achèvement d'une évolution commencée avec les Lexington et poursuivie avec le Ranger puis les Yorktown. Avec les sous-marins, les navires ravitailleurs et les navires de débarquement, ils jouent un rôle majeur dans la victoire américaine dans le Pacifique mais leur impact est renforcé par la présence et l'activité des porte-avions légers et des porte-avions d'escorte. Ces deux derniers types présentent quelques similitudes : construction en urgence, taille du navire (avec un pont d'envol encore plus étroit sur les Independence), taille et composition du groupe aérien, mais leurs rôles sont différents car les premiers - qui sont construits sur des coques de navires de guerre - sont capables, du fait de leur vitesse, de leur armement défensif et de leur protection, de s'intégrer parfaitement dans les mêmes Task Forces que les Essex. Ils participent à leurs missions offensives mais soulagent également ces derniers de nombreuses missions de patrouille et de protection. Les porte-avions d'escorte, eux, sont construits sur une base de navire commercial. Plus faciles à produire mais beaucoup plus lents et très peu protégés, ils sont cantonnés à des missions d'entraînement des pilotes, de soutien logistique, d'escorte de convois et d'appui aérien lors des débarquements.

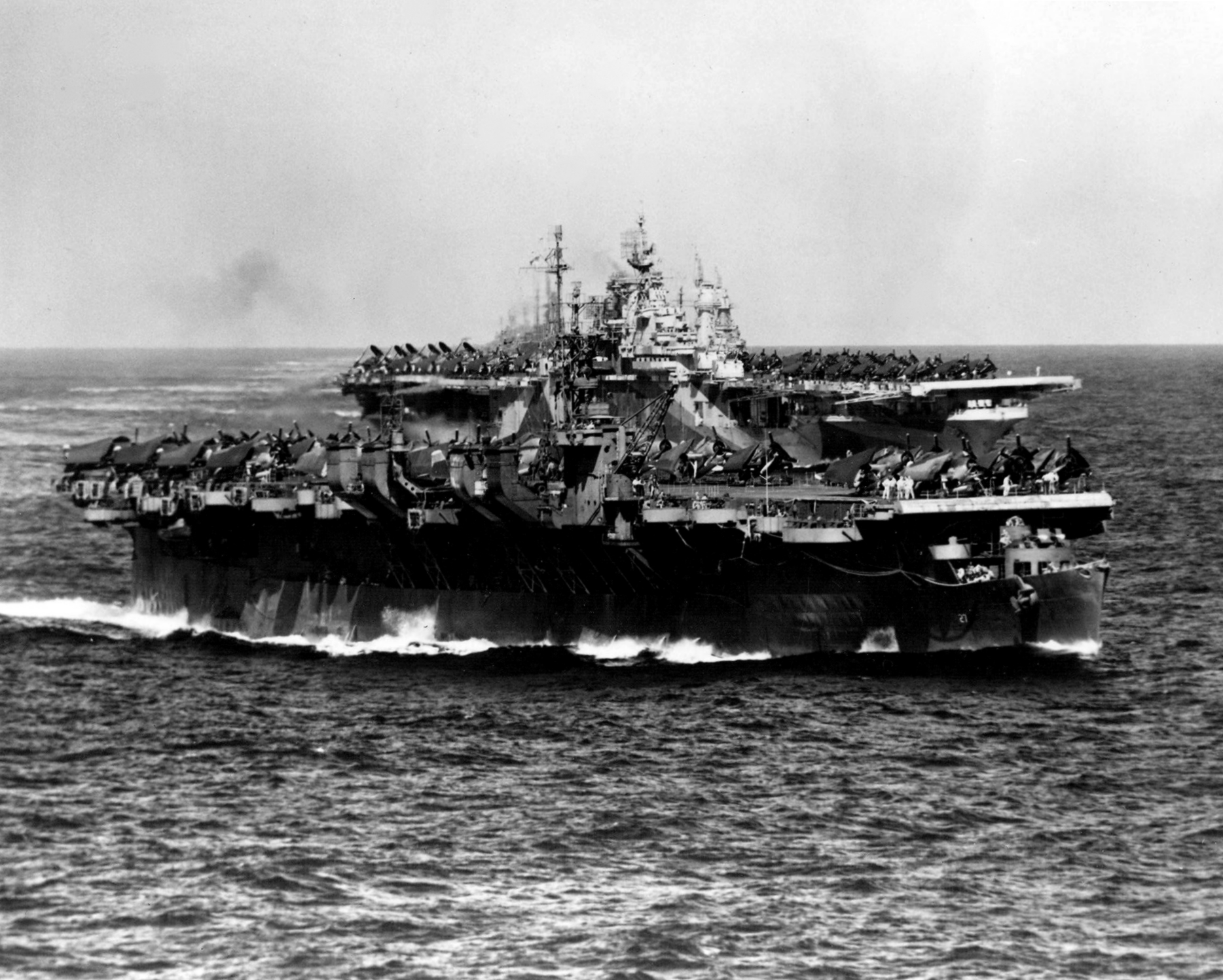
Le Langley (classe Independence) devant le Ticonderoga (classe Essex) - décembre 1944

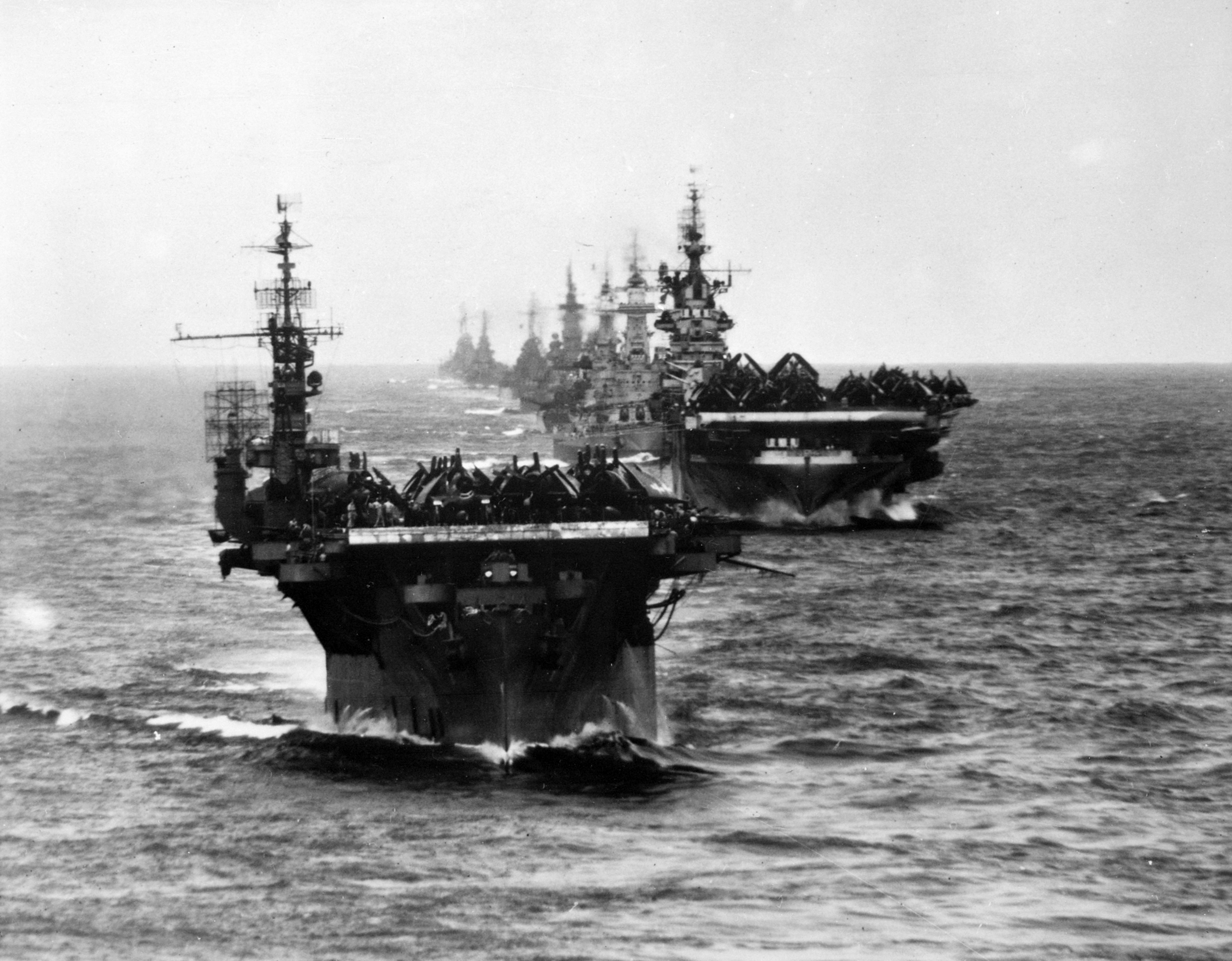
Le Langley - classe Independence) devant le Ticonderoga - classe Essex

|                                    | PA d'escorte classe Casablanca (CVE) | PA léger classe Independence (CVL)       | PA d'escadre classe Essex (CV)             |
| ---------------------------------- | ------------------------------------ | ---------------------------------------- | ------------------------------------------ |
| Longueur                           | 156 m                                | 190 m                                    | 266 m                                      |
| Pont d'envol                       | 145 m x 24 m                         | 168 m x 22 m                             | 263 m x 33 m                               |
| Hangar                             | 78 m x 17 m                          | 97 m x 17 m                              | 199 m x 21 m                               |
| Déplacement standard/pleine charge | 8 200 / 10 900 Long ton              | 11 000 / 15 100 Long ton                 | 27 500 / 36 400 Long ton                   |
| Puissance                          | 9 000 ch                             | 100 000 ch                               | 150 000 ch                                 |
| Propulsion                         | 2 hélices                            | 4 hélices                                | 4 hélices                                  |
| Vitesse                            | 19 nœuds (35,2 km/h)                 | 31 nœuds (57,4 km/h)                     | 33 nœuds (61,1 km/h)                       |
| Catapulte(s)                       | 1                                    | 1 puis 2                                 | 2                                          |
| Ascenseur(s)                       | 2                                    | 2                                        | 3                                          |
| Avions                             | 28                                   | 34                                       | 90-100                                     |
| Armement                           | 1x 127 mm 16x 40 mm 20x 20 mm        | 2x4 40 mm 9 ou 10x2 40 mm 10 à 22x 20 mm | 4x2 127 mm 4x1 127 mm 18x4 40 mm 52x 20 mm |
| Blindage                           | aucun                                | 50–125 mm                                | 150–200 mm                                 |
| Équipage                           | 760                                  | 1 569                                    | 3 000 à 3 500                              |

### LesIndependencecomparés aux autres porte-avions légers de la Seconde Guerre mondiale

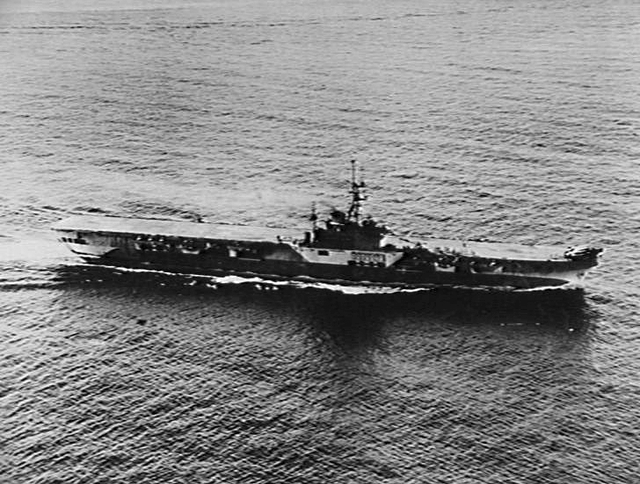
Le HMS Colossus (R15) en 1945

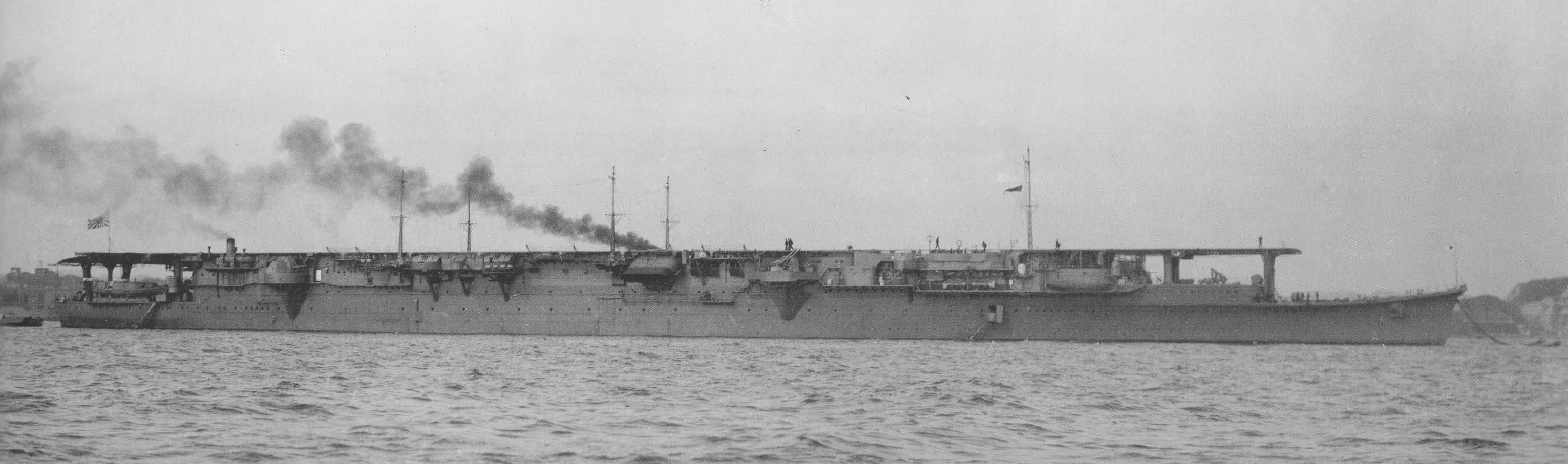
Le porte-avions léger japonais Shōhō (classe Zuihō)

Les Independence sont le produit d'un programme d'urgence. La priorité est de mettre en œuvre très rapidement des porte-avions rapides, bien protégés et donc capables d'évoluer en première ligne au sein des task forces. Par pragmatisme, la marine américaine choisit de convertir dans un même chantier naval neuf croiseurs légers en cours de construction en acceptant les avantages (vitesse des navires, blindage et compartimentage, délai de mise en oeuvre) et les inconvénients (taille, capacité militaire, stabilité) qui résultent de ces choix.
La Royal Navy constate qu'elle manque de porte-avions mais que les capacités industrielles du pays (nombre de chantiers navals), les contraintes imposées par la guerre (main d'œuvre limitée, bombardements allemands) et le temps nécessaire à la construction de « vrais » porte-avions d'escadre la forcent à faire des compromis. Elle choisit de développer et de faire construire dans des chantiers non spécialisés des navires sans blindage, moins compartimentés et moins rapides que les porte-avions d'escadre. Malgré ces choix, les Colossus n'entrent en service qu'à la fin de la guerre et ne participent pas aux combats. Ils feront néanmoins le bonheur de nombreuses marines alliées après la guerre.
La marine japonaise, quant à elle, procède à la conversion de différents types de navires (ravitailleurs de sous-marins, pétroliers, paquebots) en porte-avions « légers ». Contrairement aux navires américains et anglais, les porte-avions légers japonais n'appartiennent pas à une classe unique. On compte au moins cinq conversions de navires auxiliaires en porte-avions légers dont les deux navires de la classe Zuihō, qui illustrent bien les choix effectués (pas d'îlot, pas de blindage, pas de catapulte).
|                                    | PA léger classe Independence (USA)                   | PA léger classe Saipan (USA)             | PA léger classe Colossus (UK)                                                                   | PA léger Classe Zuihō (JAPON)                                      |
| ---------------------------------- | ---------------------------------------------------- | ---------------------------------------- | ----------------------------------------------------------------------------------------------- | ------------------------------------------------------------------ |
| Programme                          | croiseur légers transformés en cours de construction | coque de croiseur lourd classe Baltimore | version à taille réduite de l'Illustrious construite selon des standards de la marine marchande | ravitailleurs de sous-marins transformés pont continu - pas d'îlot |
| En service à partir de :           | 1943                                                 | 1946                                     | 1944                                                                                            | 1941                                                               |
| Longueur                           | 190 m                                                | 208 m                                    | 211 m                                                                                           | 205,5 m                                                            |
| Pont d'envol                       | 168 m x 22 m                                         | 186 m x 24 m                             | 210 m x 23 m                                                                                    | 180 m x 23 m                                                       |
| Hangar                             | 78 m x 17 m                                          | 87 m x 21 m                              | 101 m x 16 m                                                                                    | 124 m x 18 m                                                       |
| Déplacement standard/pleine charge | 11 000 / 15 100 Long ton                             | 15 118 / 18 750 Long ton                 | 13 190 / 18 040 Long ton                                                                        | 11 262 / 14 200 Long ton                                           |
| Puissance                          | 100 000 ch                                           | 120 000 ch                               | 40 000 ch                                                                                       | 52 000 ch                                                          |
| Propulsion                         | 4 hélices                                            | 4 hélices                                | 2 hélices                                                                                       | 2 hélices                                                          |
| Vitesse                            | 31 nœuds (57,4 km/h)                                 | 33 nœuds (61,1 km/h)                     | 25 nœuds (46,3 km/h)                                                                            | 28 nœuds (51,9 km/h)                                               |
| Catapulte(s)                       | 1 puis 2                                             | 2                                        | 1                                                                                               | sans                                                               |
| Ascenseurs                         | 2                                                    | 2                                        | 2                                                                                               | 2                                                                  |
| Avions                             | 33                                                   | 42                                       | 37-42                                                                                           | 30                                                                 |
| Armement                           | 2x4 40 mm 9 ou 10x2 40 mm 4 à 22x 20 mm              | 5x4 40 mm 11x2 40 mm 16x 20 mm           | 4 à 6x4 40 mm (pom-pom) 16x2 20 mm                                                              | 4 × 2 canons de 127 mm 4 × 2 canons de 25 mm                       |
| Blindage                           | 50–125 mm                                            | 38–101 mm                                | aucun                                                                                           | aucun                                                              |
| Équipage                           | 1 569                                                | 1 821                                    | 1 300                                                                                           | 785                                                                |

## Histoire opérationnelle
La transformation des futurs croiseurs légers en porte-avions est menée rondement de sorte que tous les navires sont armés pour essais, et sept sur neuf admis au service actif, en 1943. Initialement identifiés comme des porte-avions d'escadre (CV), ils sont numérotés en séquence avec ces derniers avant d'être reclassés comme porte-avions légers (CVL) en juillet 1943 sans changement de numérotation.

### LesIndependencedans le Pacifique

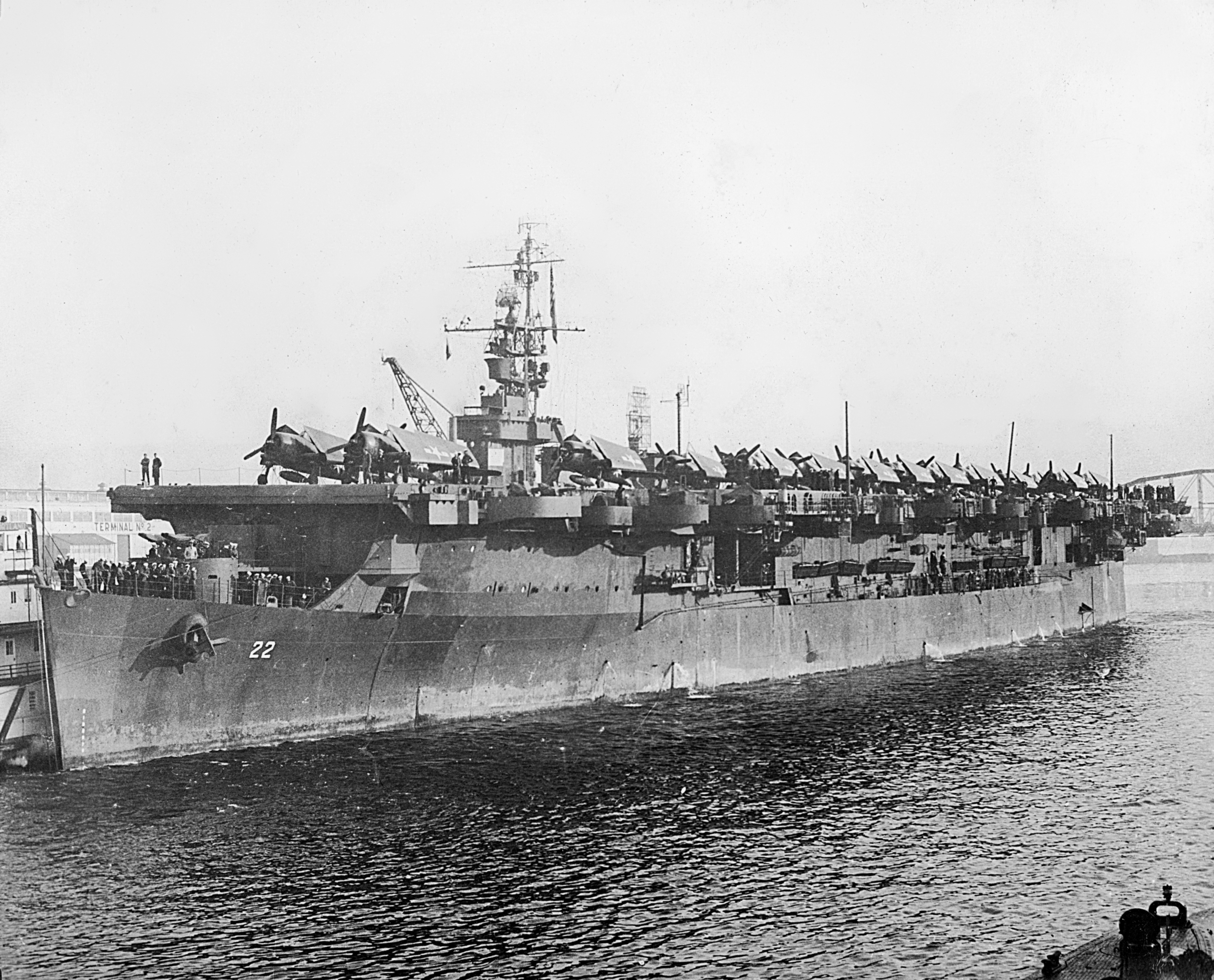
L'Independence en 1945. Les lignes du croiseur sont très apparentes.

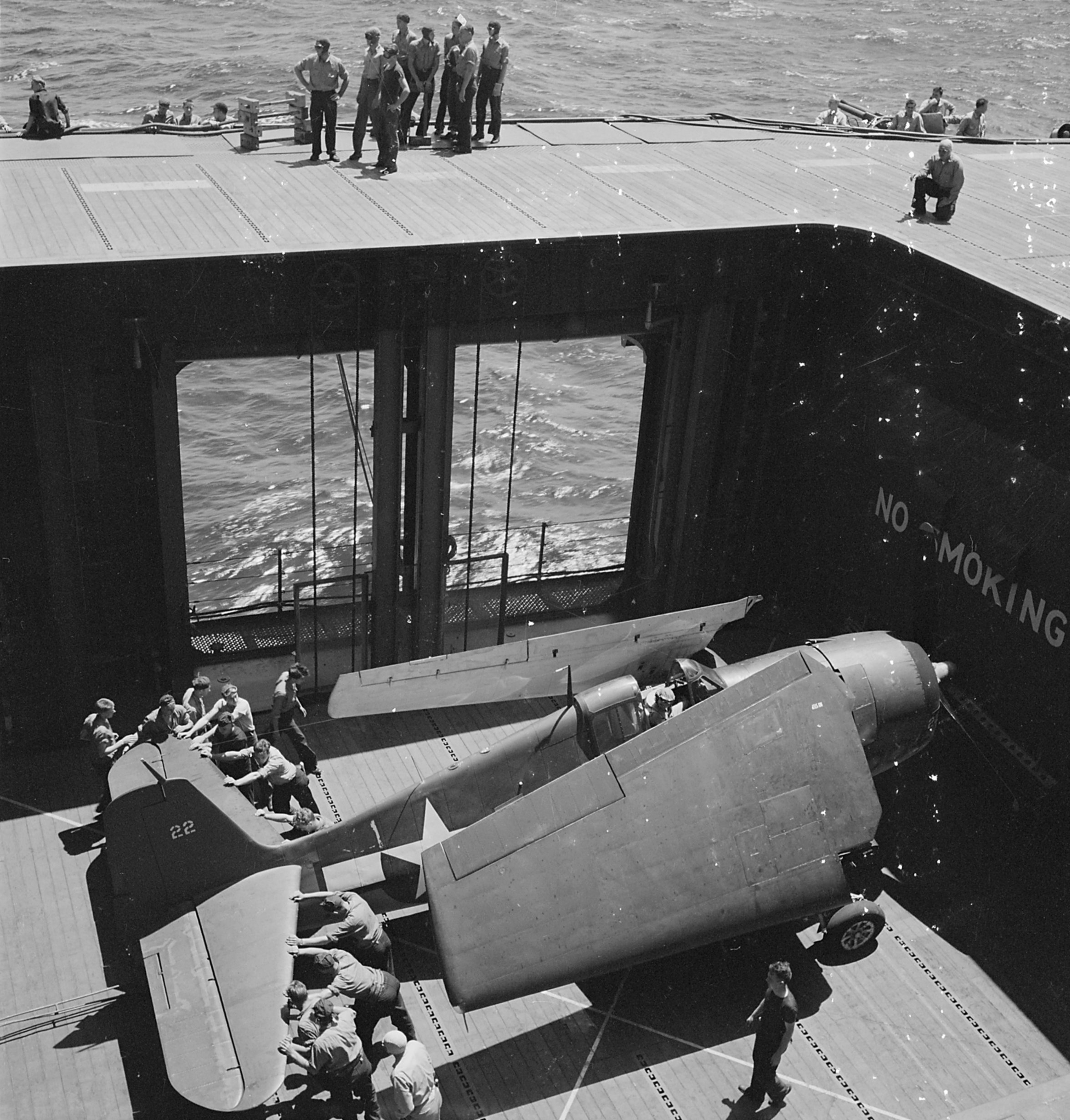
Un Grumann F6F Hellcat sur l'ascenseur avant du USS Monterey - juin 1944

Tous les Independence sont déployés dans l'océan Pacifique. Dès que leur nombre est suffisant, ils sont intégrés au sein de task groups formés généralement de deux Essex et de deux Independence. Chaque task group comprend de deux à quatre croiseurs, une dizaine de destroyers et, éventuellement un ou deux cuirassés - très appréciés en raison de leur puissante DCA  , . Plusieurs task groups forment une task force au sein de laquelle ils sont numérotés de manière séquentielle. Par exemple, les porte-avions rapides de la 3e flotte sont regroupés dans la Task Force 38, elle-même divisée en Task Groups 38.1, 38.2 etc. Les task groups sont, à leur tour subdivisés en task units, soit de manière permanente (par exemple les porte-avions d'un même task group forment une task unit, les croiseurs en forment une autre etc.), soit pour accomplir une mission particulière (par exemple, lorsque l'Independence opère comme porte-avions de nuit, il forme chaque soir la task unit - TU 38.2.1  - avec quelques escorteurs pour pouvoir évoluer indépendamment du reste du task group 38.2. Cette task unit temporaire est dissoute au matin).
Les Independence et leurs groupes aériens participent à toutes les campagnes de la marine à partir de 1943 :
- Raid sur l'île Marcus (août 1943). Un CVL : Independence (CVL-22/CVLG-22) et deux grands porte-avions (CV) [34];
- Raid sur l'île Baker (septembre 1943). Deux CVL : Princeton (CVL-23/CVLG-23) et Belleau Wood (CVL-24/CVLG-24) [34];
- Raid sur Tarawa (septembre 1943). Deux CVL : Princeton (CVL-23/CVLG-23), Belleau Wood (CVL-24/CVLG-24) et un CV [34];
- Raid sur l'île de Wake (octobre 1943). Trois CVL : Independence (CVL-22/CVLG-22), Belleau Wood (CVL-24/CVLG-24), Cowpens (CVL-25/CVLG-25) et trois CV;
- Raid sur Rabaul (novembre 1943). Deux CVL : Independence (CVL-22/CVLG-22), Princeton (CVL-23/CVLG-23) et trois CV [34];
- Îles Gilbert et Tarawa (novembre 1943). Cinq CVL : Independence (CVL-22/CVLG-22), Princeton (CVL-23/CVLG-23), Belleau Wood (CVL-24/CVLG-24), Cowpens (CVL-25/CVLG-25), Monterey (CVL-26/CVLG-30) et six CV [35];
- Raid sur l'atoll de Truk (février 1944). Quatre CVL : Belleau Wood (CVL-24/CVLG-24), Monterey (CVL-30/CVLG-30), Cowpens (CVL-25/CVLG-25), Cabot (CVL-28/CVLG-31) et cinq CV [35];
- Invasion des Mariannes (juin 1944). Huit CVL : Princeton (CVL-23/CVLG-27), Belleau Wood (CVL-24/CVLG-24), Cowpens (CVL-25/CVLG-25), Monterey (CVL-26/CVLG-28, Langley (CVL-27/CVLG-32), Cabot (CVL-28/CVLG-31), Bataan (CVL-29/CVLG-50), San Jacinto (CVL-30/CVLG-51) et sept CV [35];
- Leyte (octobre 1944). Huit CVL : Independence (CVL-22/CVLG(N)-41), Princeton (CVL-23/CVLG-27), Belleau Wood (CVL-24/CVLG-21), Cowpens (CVL-25/CVLG-22), Monterey (CVL-26/CVLG-28, Langley (CVL-27/CVLG-44), Cabot (CVL-28/CVLG-29), San Jacinto (CVL-30/CVLG-51) et neuf CV [35];
- Iwo Jima : (février-mars 1945). Cinq CVL : Belleau Wood (CVL-24/CVLG-30), Cowpens (CVL-25/CVLG-46), Langley (CVL-27/CVLG-23), Cabot (CVL-28/CVLG-29), San Jacinto (CVL-30/CVLG-45) et dix CV [34];
- Okinawa (mars-avril 1945). Six CVL : Independence (CVL-22/CVLG-46), Belleau Wood (CVL-24/CVLG-30), Langley (CVL-27/CVLG-23), Cabot (CVL-28/CVLG-29), Bataan (CVL-29/CVLG-47), San Jacinto (CVL-30/CVLG-51) [35] et onze CV;

Le Princeton est perdu lors de la reconquête des Philippines. Tous les autres - à l'exception du Bataan - sont endommagés à des degrés divers au cours de la campagne du Pacifique : l'Independence reçoit une torpille en 1943, le Langley une bombe en 1945 . Le Belleau Wood, et le Cabot sont touchés par des kamikaze tandis que le Cowpens, le Monterey et le San Jacinto subissent des dégâts lors de typhons .

### Le groupe aérien embarqué
Le groupe aérien (CVLG) porte initialement le même numéro que son navire d'affectation (par exemple, le CVLG-24 à bord du CVL-24). Affectés pour un tour d'opération d'une durée d'environ six mois, les groupes se succèdent à bord des bâtiments et, au bout de quelques mois, leur numéro n'a plus rien à voir avec le numéro de coque de leur navire d'affectation. Ainsi, par exemple, de 1943 à juillet 1945, le Belleau Wood (CVL-24) embarque successivement les CVLG-24, 21, 30, puis 31 .
| CVL | Nom          | Air Group         |
| --- | ------------ | ----------------- |
| 22  | Independence | 22, 41(N), 46, 27 |
| 23  | Princeton    | 23, 27            |
| 24  | Belleau Wood | 24, 21, 30, 31    |
| 25  | Cowpens      | 25, 22, 46, 50    |
| 26  | Monterey     | 30, 26, 34        |
| 27  | Langley      | 32, 44, 23        |
| 28  | Cabot        | 21, 29, 32        |
| 29  | Bataan       | 50, 47            |
| 30  | San Jacinto  | 51, 45, 49, 47    |

Pendant les deux grandes batailles aéronavales de 1944 (au large des Mariannes et des Philippines), les Independence fournissent 40 % des chasseurs et 36 % des bombardiers-torpilleurs de la Fast carrier Task Force (TF.58 puis TF.38).
L'Independence devient quant à lui, le premier porte-avions de nuit (night carrier), suivi par l'Enterprise et le Saratoga . Le Bataan est destiné à devenir également porte-avions de nuit mais en 1945, la décision est prise de retirer cette mission aux Independence et de ne plus la confier qu'aux grands porte-avions.
Ultérieurement, du fait de la menace kamikaze, il est décidé en août 1945 de supprimer entièrement les bombardiers sur une partie des unités et de ne plus embarquer que 36 chasseurs. Cette configuration, proposée dès 1943 par l'amiral Pownall alors qu'il commande la Task Force 15  mais rejetée au plus haut niveau, est finalement retenue dans les toutes dernières semaines de la guerre et elle n’est appliquée que sur le Cabot.
| Année            | Navire                       | Air Group  | Flottille | Chasseurs         | Flottille | Bombardiers en piqué | Flottille | Bombardiers torpilleurs | Total |
| 1943 (mai)       | Independence                 | CVG-22     | VF-22     | 12 F4F-4          | VC-22     | 9 SBD-5              | VC-22     | 9 TBF-1                 | 30    |
| 1943 (septembre) | Independence                 | CVLG-22    | VF-6      | 24 F6F-3          |           |                      | VT-22     | 9 TBF-1                 | 33    |
| 1944             | Independence (Night carrier) | CVLG(N)-41 | VF(N)-41  | 14 F6F-5N 5 F6F-5 |           |                      | VT(N)-41  | 8 TBM-1D                | 27    |
| 1945             | Monterey                     | CVLG-34    | VF-34     | 24 F6F-5 1 F6F-5P |           |                      | VT-34     | 8 TBM-3E 1 TBM-3P       | 34    |
| 1945 (août)      | Cabot                        | CVLG-32    | VF-32     | 36 F6F-5          |           |                      |           |                         | 36    |

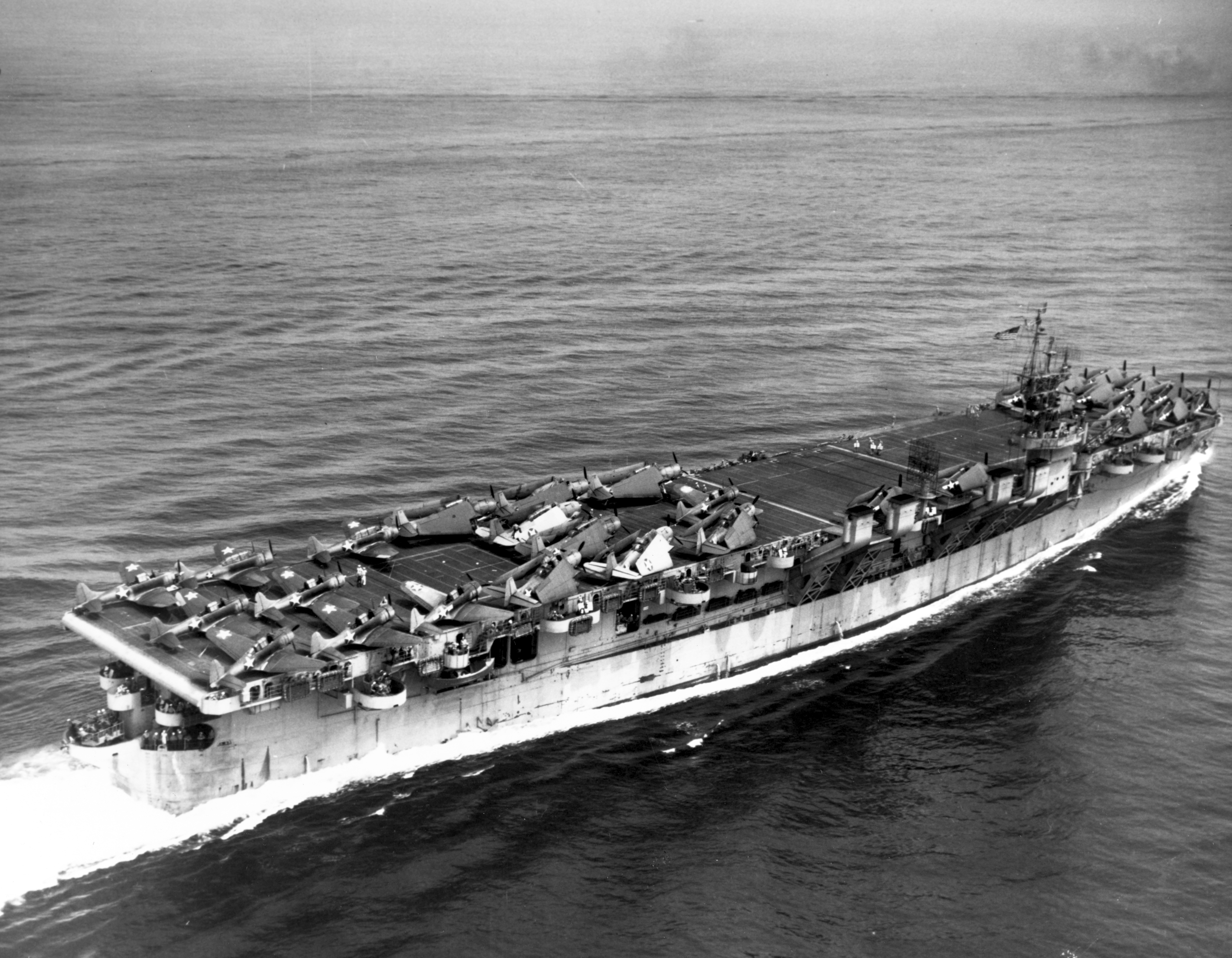
Le Cowpens avec un groupe aérien comportant encore des SBD Dauntless - juillet 1943

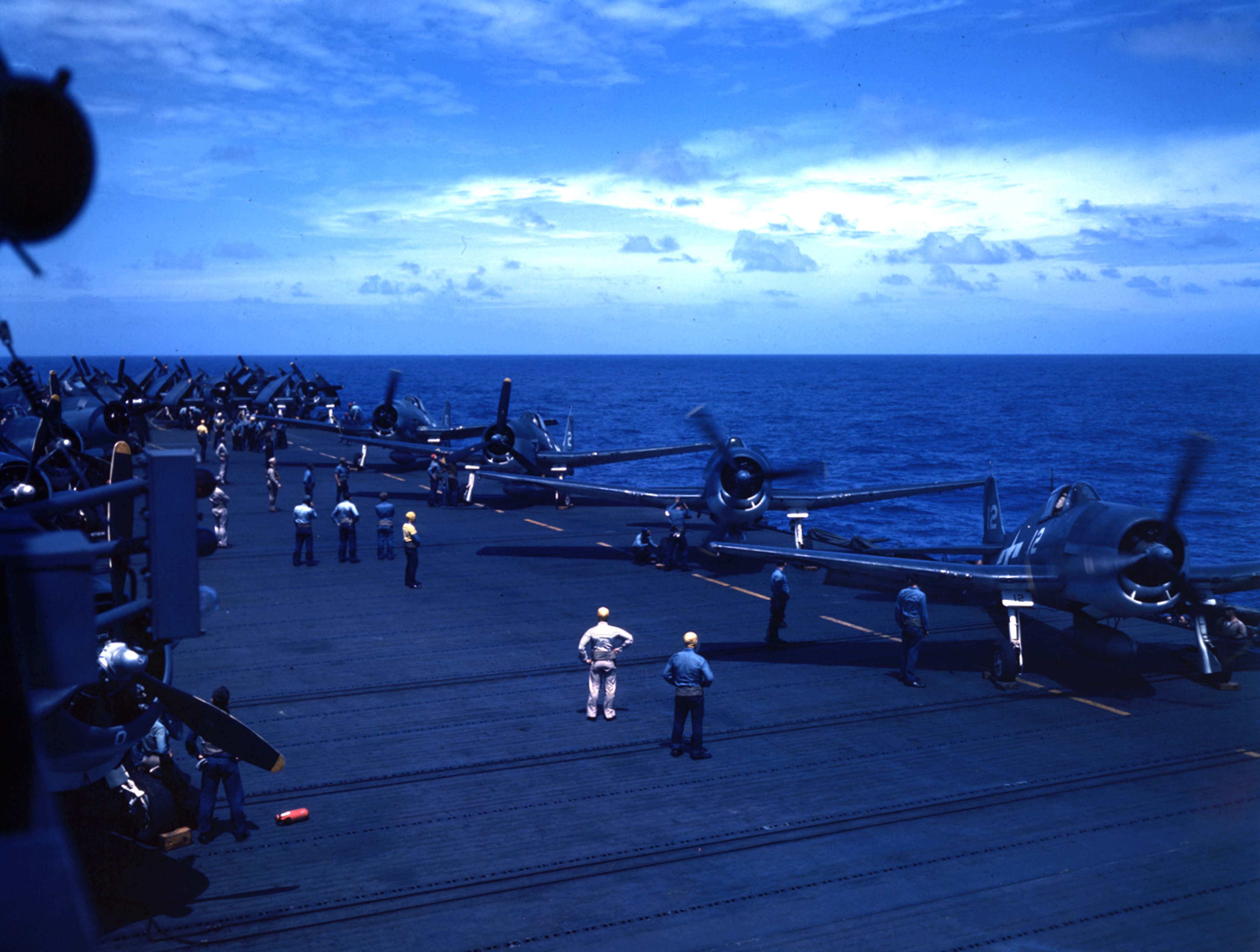
Le pont d'envol du USS Cowpens - janvier 1944

Le groupe aérien participe à toutes les missions de la flotte, comme le montre l'extrait suivant du Journal de bord de l'Independence au large d'Okinawa le dimanche 15 avril 1945  :
- 0430 : appel aux postes d'aviation (flight quarters)
- 0537 : fin du lancement de 8 F6F (4 pour patrouille basse altitude autour de la flotte (Low CAP), 4 pour patrouille anti-kamikaze au-dessus des destroyers en piquet radar (Radar Picket Combat Air Patrol ou RAPCAP)).
- 0842-0844 : lancement de 4 F6F pour relever la patrouille des piquets radar (RAPCAP)
- 0939 : fin du ramassage des 8 F6F lancés à 0537
- 1141-1201 : lancement de 4 F6F et 7 TBM pour une mission de bombardement sur les positions ennemies au sud d'Okinawa, plus 4 F6F en relève de la RAPCAP
- 1205 : fin du ramassage des 4 F6F lancés à 0844
- 1322 : fin du lancement de 8 F6F participant à une attaque combinée de 90 avions. Au cours de la mission, les Hellcats de l'Independence abattent 4 avions japonais et en détruisent 14 au sol. Un chasseur revient avec une aile endommagée mais parvient à apponter.
- 1330 : Service commémoratif dans le hangar en hommage au Président Roosevelt, décédé le 12 avril. Le pavillon avait été mis en berne de 1100 à 1130 par ordre du commandant de la flotte.
- 1443 : fin du lancement de 3 F6F pour relever la patrouille des piquets radar (RAPCAP)
- 1540 : fin du ramassage de 8 F6F et 7 TBM lancés à 1201
- 1654 : fin du ramassage de 8 F6F lancés à 1322
- 1727-1731 : le destroyer USS Owen navigue en parallèle pour transfert de courrier.
- vers 1840 : ramassage des 3 F6F lancés à 1443

En général, s'ils ne participent pas à un raid important, ou lors des transits, ou encore pendant les ravitaillements à la mer - qui neutralisent les navires pendant plusieurs heures -  les Independence lancent et maintiennent en l'air tout au long de la journée une patrouille de chasse (Combat Air Patrol ou CAP) composée de 4 F6F et une patrouille anti-sous-marine (Anti Submarine Patrol ou ASP) de 3 TBM. La plupart des décollages se font par catapultage. Chaque task group interrompt les missions d'assaut pour se ravitailler à la mer tous les quatre à six jours.
En août 1945, l'USS Langley est en route pour le Pacifique avec la flottille VF-19 qui est la première dotée des nouveaux chasseurs F8F “Bearcat” mais la capitulation japonaise intervient avant leur engagement au combat.

### Points faibles et évolutions

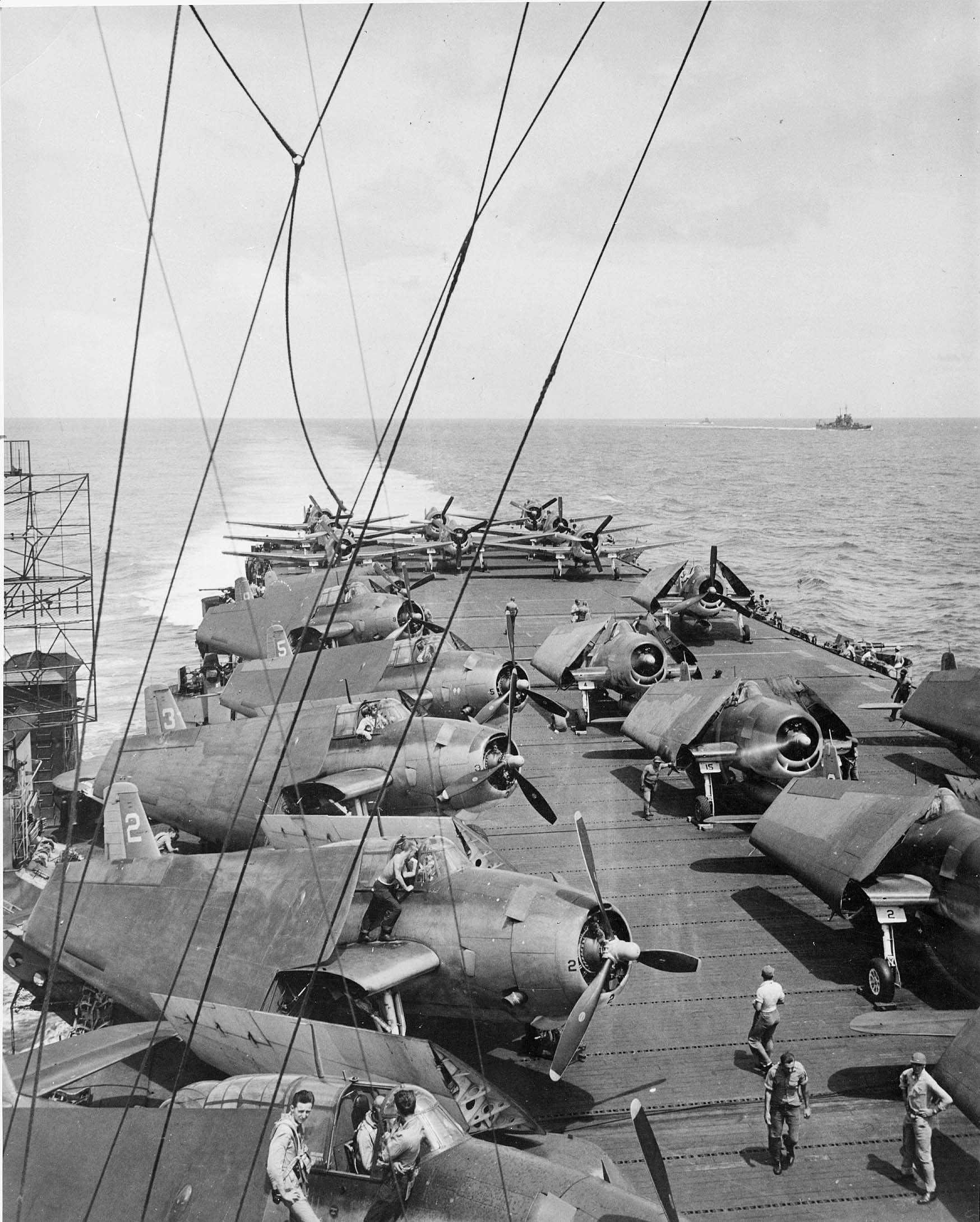
Sur le Bataan - 1944. Noter l'étroitesse du pont d'envol et son encombrement

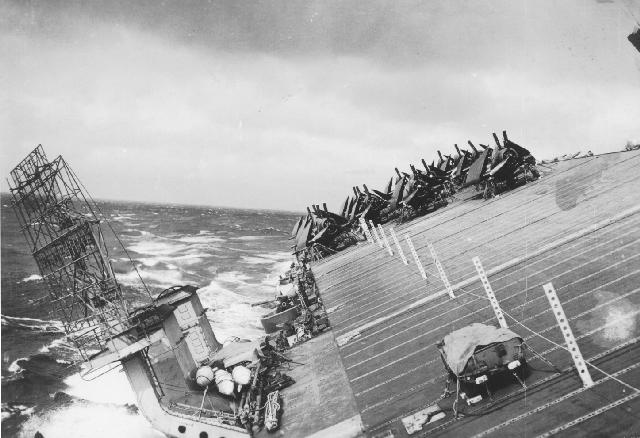
Le USS Cowpens (CVL-25) durant le typhon Cobra

Les Independence sont de petits porte-avions et leur groupe aérien ne représente que le tiers de celui d'un Essex. De plus, l'utilisation d'une coque de croiseur léger fait que l'équipage, qui passe de 1 255 hommes  sur un Cleveland à 1 569 hommes sur un Independence, se trouve à l'étroit. Les autres reproches concernant les Independence sont l'étroitesse de leur pont d'envol et de leur hangar ainsi qu'une surcharge dans les hauts qui se traduit par des qualités nautiques (roulis, tangage) inférieures à celles des autres porte-avions de la Navy. En conséquence, les taux d'accident à l'appontage enregistrés par leurs groupes aériens sont supérieurs à ceux des grands porte-avions .
Sur les Independence, comme d'ailleurs sur tous les porte-avions US de la période, mais contrairement aux porte-avions britanniques, le pont d'envol n'est pas blindé et ils sont donc plus vulnérables que ces derniers aux attaques aériennes (et notamment aux kamikaze). Enfin, le stockage des munitions est un point faible supplémentaire et joue un rôle important dans la perte du Princeton en octobre 1944 .
Les principales modifications apportées aux navires de la classe pendant le conflit concernent l'installation d'une deuxième catapulte hydraulique à tribord, la modification de l'artillerie anti-aérienne et l'installation de nouveaux radars. Après la guerre, le Bataan et le Cabot perdent deux de leurs quatre cheminées afin d'améliorer leur stabilité .
La marine américaine, qui anticipe la perte d'au moins deux unités, transforme également deux croiseurs lourds de la classe Baltimore, pour créer la classe Saipan mais ces deux bâtiments (USS Saipan et Wright) ne sont lancés qu'à la fin du conflit et ne participent pas aux combats .

La fin du Princeton - 24 octobre 1944
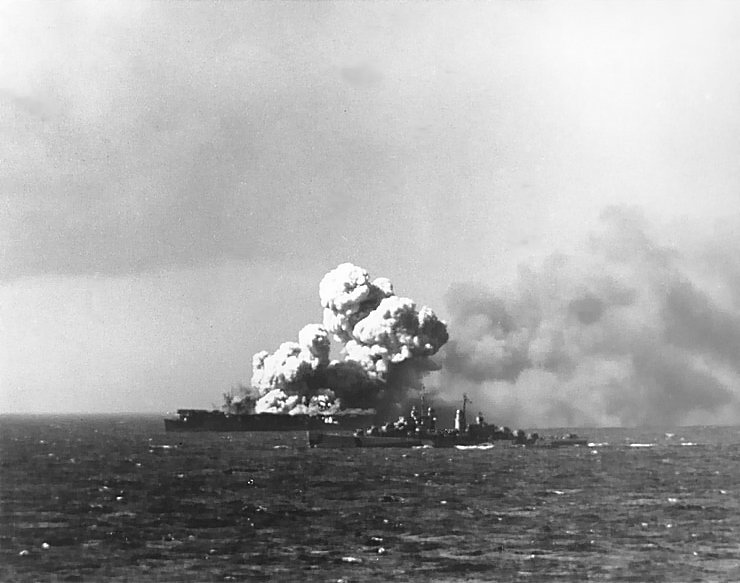
Le Princeton en feu
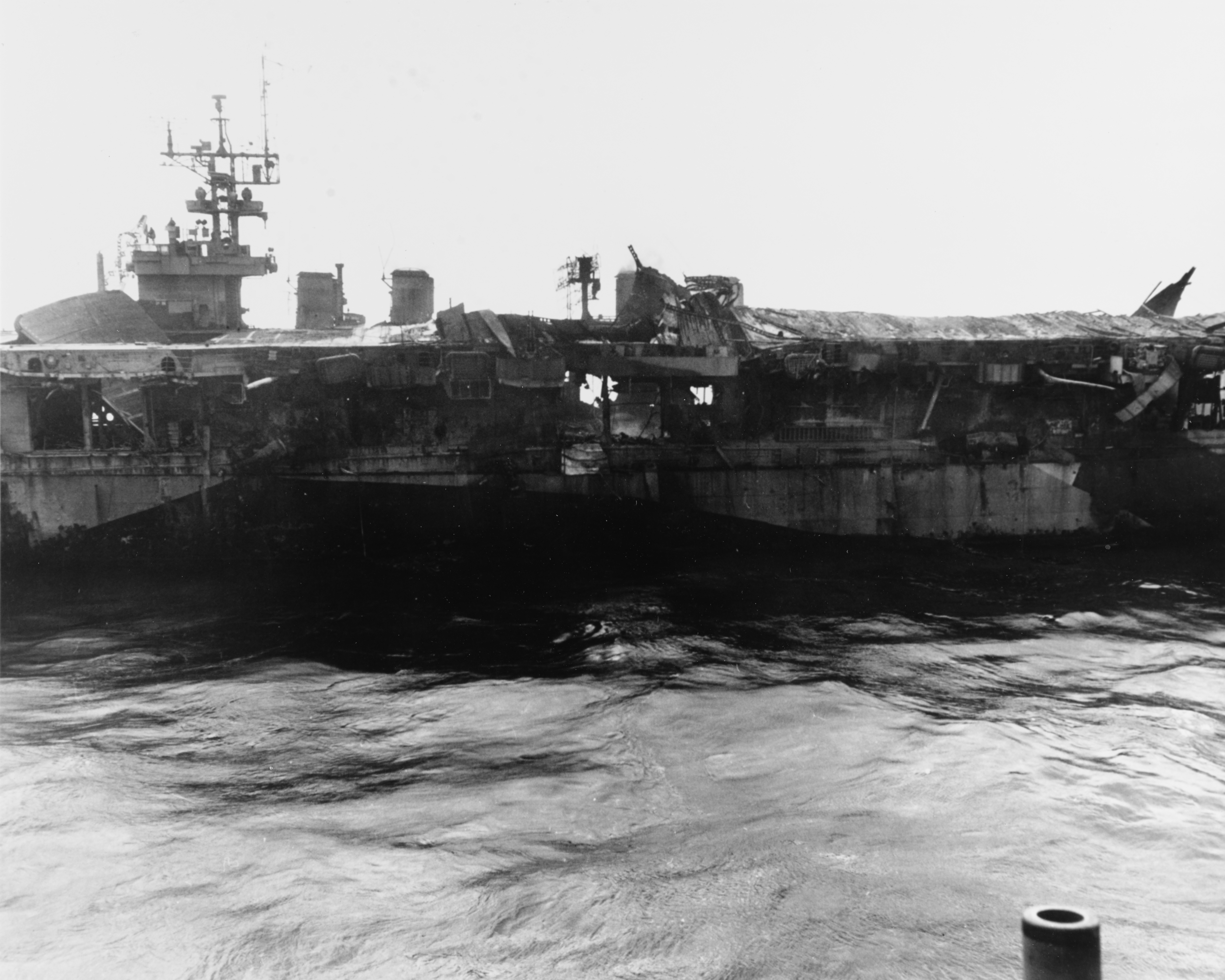
Les dommages vus du croiseur Birmingham
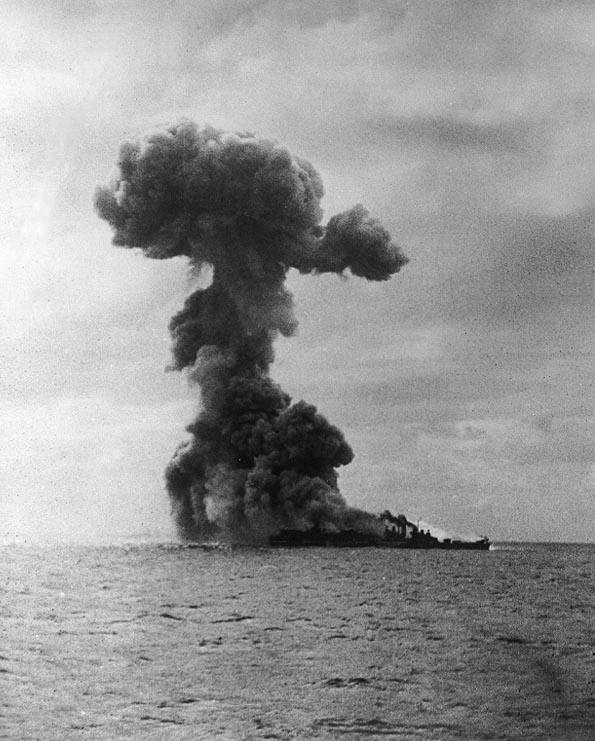
Troisième explosion majeure. Le croiseur Birmingham à proximité

## Unités composant la classe

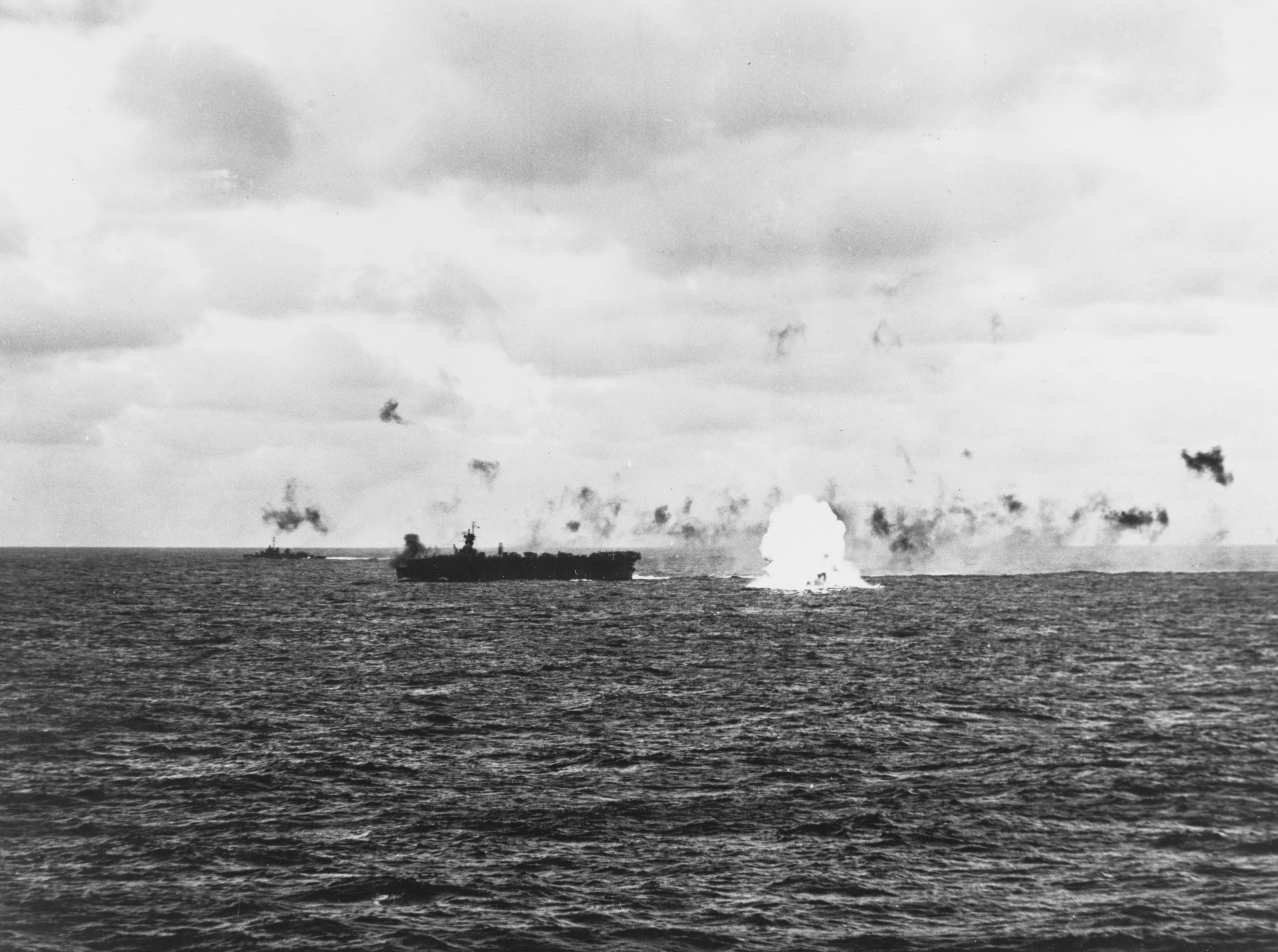
Un avion japonais s'écrase à proximité du Belleau Wood (CVL-24) 23 février 1944

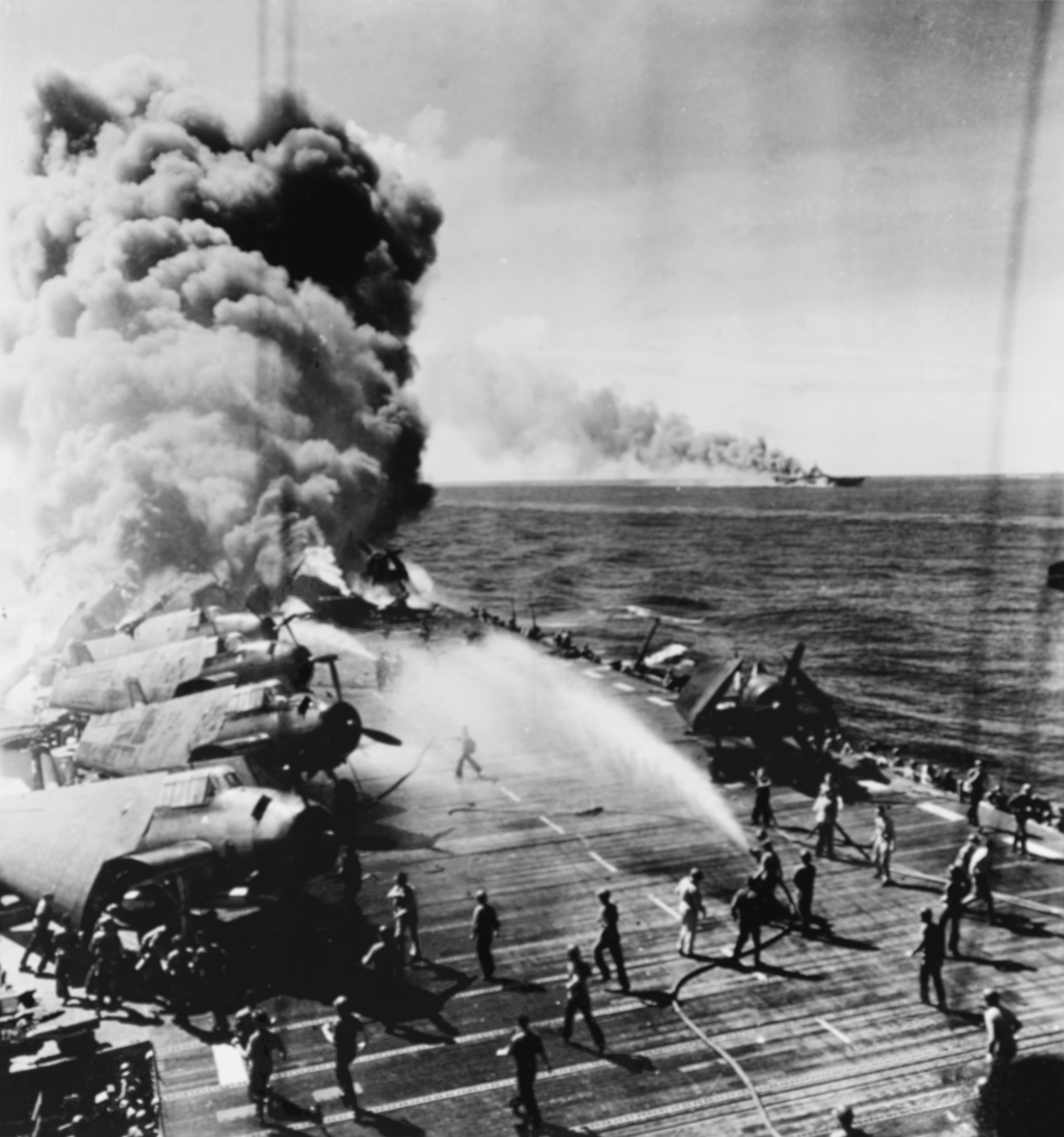
Incendie provoqué par un kamikaze à bord du Belleau Wood (CVL-24), 30 octobre 1944, à l'horizon, le Franklin également touché

- Independence (CVL-22). Mis en chantier sous le nom d'Amsterdam (CL-59) en mai 1941, reclassé en porte-avions léger en janvier 1942; lancé en août 1942; opérationnel en janvier 1943. Participe à l'offensive du Pacifique central à partir de mi-1943. Torpillé en novembre 1943, il reste en réparations pendant six mois. Il participe ensuite à l'  invasion des Philippines, d'Iwo Jima et d'Okinawa. À la fin de la guerre, il participe à l'opération Magic Carpet (Opération Tapis Volant) pour rapatrier les troupes aux États-Unis. Il participe enfin aux essais nucléaires de Bikini (1946). Sa coque, irradiée et très endommagée, est remorquée à Kwajalein (Iles Marshall). Retiré du service officiellement en août 1946, il sert à des expériences sur les radiations à Pearl Harbor et San Francisco avant d'être utilisé comme cible et coulé le 29 janvier 1951 [52].

- Princeton (CVL-23). Mis en chantier sous le nom de Tallahassee (CL-61) en juin 1941; reclassé en porte-avions léger en février 1942; lancé en octobre 1942; opérationnel en février 1943. Il est coulé à la suite d'une attaque aérienne japonaise le 24 octobre 1944 pendant la bataille du golfe de Leyte. Touché par une unique bombe, il subit une série d'explosions catastrophiques et doit finalement être coulé par les navires de son escorte. 108 membres d'équipage sont tués à bord du Princeton (mais 233 marins et officiers sont également tués à bord du croiseur Birmingham qui est très proche lors de la plus forte explosion)[53].

- Belleau Wood (CVL-24). Mis en chantier sous le nom  de New Haven (CL-76); reclassé en porte-avions léger en février 1942;  lancé en décembre 1942; opérationnel en mars 1943. Participe à l'offensive du Pacifique Central. Ses avions coulent le porte-avions japonais Hiyo pendant la bataille navale de la Mer des Philippines. Il est touché par un kamikaze qui provoque un incendie et la mort de 92 marins. Après réparation, participe aux raids contre le Japon, puis, après la capitulation, à l'opération Magic Carpet. Versé en réserve en janvier 1947. Transféré à la Marine Nationale française et rebaptisé Bois Belleau (R97) en juin 1951, il est engagé en Indochine d'avril 1954 à décembre 1955 [54]. Rendu à l'US Navy en septembre 1960, il est démantelé à Chester, Pennsylvanie en 1962 [55].

- Cowpens (CVL-25). Mis en chantier sous le nom  de  Huntington (CL-77) en novembre 1941 ; reclassé en porte-avions léger en mars 1942; lancé en  janvier 1943; opérationnel en mai 1943. Participe à la bataille de la mer des Philippines et à l'invasion des Philippines. Endommagé à la suite d'un typhon qui provoque un incendie en décembre 1944. Participe à l'opération Magic Carpet à la fin de la guerre. Placé en réserve en janvier 1947. Reclassé en transport d'aviation (AVT-1) en mai 1959 mais laissé en réserve. Rayé des cadres en novembre 1959 et démantelé à Portland, Orégon en 1961 [55].

- Monterey (CVL-26). Mis en chantier sous le nom  de Dayton (CL-78) en décembre 1941; reclassé en porte-avions léger en mars 1942; lancé en février 1943; opérationnel en juin 1943. Participe à l'offensive du Pacifique central à partir de novembre 1943. Endommagé par un typhon en décembre 1944. Réparé à Bremerton (Washington). Participe à l'assaut d'Okinawa puis aux raids contre le Japon. Opération Magic Carpet après la capitulation. Retiré du service en février 1947 puis réintégré en septembre 1950 comme porte-avions école et admis dans la flotte de réserve en janvier 1956. Reclassé transport d'aviation (AVT-2) en mai 1959. Rayé des cadres en juin 1970 puis démantelé [55].

- Langley (CVL-27). Mis en chantier sous le nom  de Fargo (CL-85); reclassé en porte-avions léger en mars 1942 sous le nom de Crown Point; rebaptisé Langley en novembre 1942; lancé en mai 1943; opérationnel en août 1943. Rejoint la flotte du Pacifique dans laquelle il sert à partir de l'invasion des Marshalls (janvier 1944) jusqu'à la fin de la Guerre. Opération Magic Carpet à la fin du conflit. Mis en réserve en 1947, il est transféré à la Marine Nationale française et rebaptisé  La Fayette (R96) le 2 juin 1951. Il sert notamment en Indochine (trois campagnes de mars à juin 1953, d'avril à juillet 1955 et de janvier à juin 1956) ainsi que lors de la crise du canal de Suez de juillet à (décembre 1956) [56]. Rendu à l'US Navy en 1963. Démantelé à Baltimore, Maryland en 1964 [57].

- Cabot (CVL-28). Mis en chantier sous le nom  de Wilmington (CL-79) en mars 1942; reclassé en porte-avions léger en juin 1942; lancé en avril 1943; opérationnel en juillet 1943. Baptisé Cabot après qu'un porte-avions de la classe Essex initialement nommé Cabot soit devenu le deuxième Lexington[N 45]. Rejoint la flotte du Pacifique à Pearl Harbor en décembre 1943 et participe à l'offensive jusqu'à la fin de la guerre. Touché par un kamikaze (62 morts et blessés). Opération Magic Carpet à la fin de la guerre. Retiré du service en 1947 et réactivé en 1948 comme porte-avions école et anti-sous-marin. De nouveau retiré en janvier 1955, mis en réserve et reclassé comme transport d'aviation (AVT-3). Réactivé et modernisé en 1965-1967. Transféré à la marine espagnole sous le nom de Dédalo (R01) le 30 août 1967. Met en œuvre des hélicoptères et des avions à décollage vertical AV8S Matador (Harrier) sans tremplin. Officiellement désactivé par la Navy en août 1972 et vendu à l'Espagne en décembre de la même année. Retiré du service actif en 1989. Ramené aux États-Unis, il fait l'objet de nombreuses tentatives de préservation mais est finalement démantelé à partir de novembre 2000 à Brownsville, Texas [57].

- Bataan (CVL-29). Planifié sous le nom de  Buffalo (CL-99); reclassé en porte-avions léger en juin 1942; lancé en août 1943; opérationnel en novembre 1943. Premier engagement lors du débarquement d'Hollandia (Nouvelle Guinée) en avril 1944 puis participe aux opérations jusqu'à la fin de la guerre. Opération Magic Carpet à la fin du conflit. Transféré à la flotte de réserve en 1947. Réactivé en mai 1950, il participe à la guerre de Corée de décembre 1950 à juin 1951 en mettant en œuvre des F4U-4B Corsair des Marines (flottille VMF-212 puis VMF-312)[58]. Il alterne ensuite missions de transport et de combat jusqu'en 1953. Placé en réserve en avril 1954, il est reclassé comme transport d'aviation (AVT-4) en mai 1959 puis retiré en septembre 1959 avant démantèlement [59].

- San Jacinto (CVL-30). Planifié sous le nom de Newark (CL-100); reprogrammé comme porte-avions léger en juin 1942 sous le nom de Reprisal ; rebaptisé San Jacinto en janvier 1943 [N 46]; lancé en septembre 1943. Participe aux raids contre les îles de Wake et Marcus puis à l'invasion des Mariannes (juin 1944). Endommagé lors d'un typhon en décembre 1944 au large des Philippines. Retiré du service actif en mars 1947 et reclassé comme transport d'aviation (AVT-5) en mai 1959; il est finalement retiré en juin 1970 puis vendu pour la ferraille en décembre 1971 [59].

## La guerre de deux futurs présidents

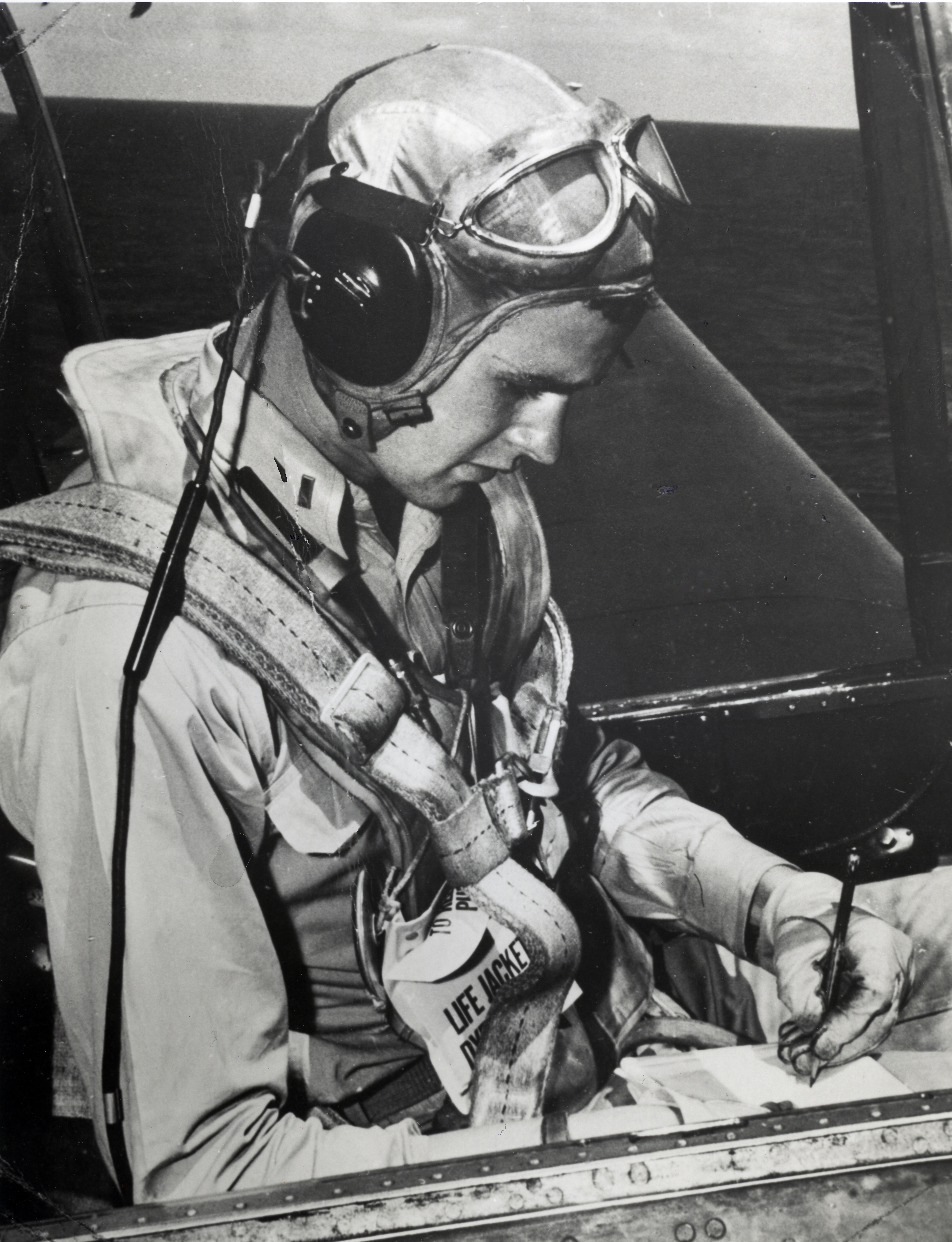
George H.W. Bush en 1944

Gerald Ford en 1945

Deux futurs présidents des États-Unis ont participé à la Seconde Guerre mondiale à bord de porte-avions de la classe Independence :
- Gerald Ford (président d'août 1974 à janvier 1977). Officier de réserve, il fait partie de l'équipage du Monterey de juin 1943 à la fin 1944. Il se distingue particulièrement lors de la lutte contre un incendie qui se déclenche alors que le navire traverse le typhon Cobra en décembre 1944 et au cours duquel il manque passer par-dessus bord[60].
- Georges Herbert Bush (vice président de 1981 à 1989 puis président de 1989 à 1993). Officier de réserve et pilote dans l'aéronavale, il est affecté à la flottille VT-51 sur le San Jacinto, comme pilote de TBM Avenger. Il accomplit 58 missions. Son avion est abattu lors de la dernière, le 2 septembre 1944. Les deux autres membres de son équipage ne survivent pas mais il parvient à sauter en parachute et il est secouru en mer par le sous-marin USS Finback[61].

## L'après-guerre
Pendant la guerre de Corée, le Bataan effectue plusieurs déploiements entre 1950 et 1953, au cours desquels il embarque alternativement des chasseurs bombardiers F4U Corsair du corps des Marines et des groupes aériens composés d'avions de lutte anti-sous-marine Grumman TBM Avenger ou de AF-2W et AF-2S Gardian . Les La Fayette (ex Langley) et Bois Belleau (ex Belleau Wood) prêtés à la France dans les années 1950 opèrent d'abord avec des F6F Hellcat, des TBM Avenger et des SB2C Helldiver puis avec des F4U et AU-1 Corsair. Ils embarquent également des hélicoptères, notamment les HUP-1 et S-51. Le Dédalo espagnol (ex Cabot prêté de 1967 à 1988) met en œuvre des ADAC/V AV-8S Matador (Harrier) et des hélicoptères (surtout Twin Huey et Sea King).
| Année            | Nom                | Chasseurs                   | Bombardiers en piqué | Hélicoptères                                                         | Total |
| ---------------- | ------------------ | --------------------------- | -------------------- | -------------------------------------------------------------------- | ----- |
| 1953 (Corée)     | Bataan (CVL-29)    | 24 F4U-4                    |                      | 2 HO3S-1                                                             | 26    |
| 1954 (Indochine) | Bois Belleau (R97) | 12 F6F-5                    | 12 SB-2C             | 2 HUP-2                                                              | 26    |
| 1956 (Suez)      | La Fayette (R96)   | 22 F4U-7                    |                      | 2 HUP-2                                                              | 24    |
| 1978             | Dédalo (R01)       | 4-8 AV-8S Matador (Harrier) |                      | 4 AB 212ASW Twin Huey 4 Sikorsky SH-3D/W Sea King 4 Bell AH-1G Cobra | 16-20 |

L'après-guerre
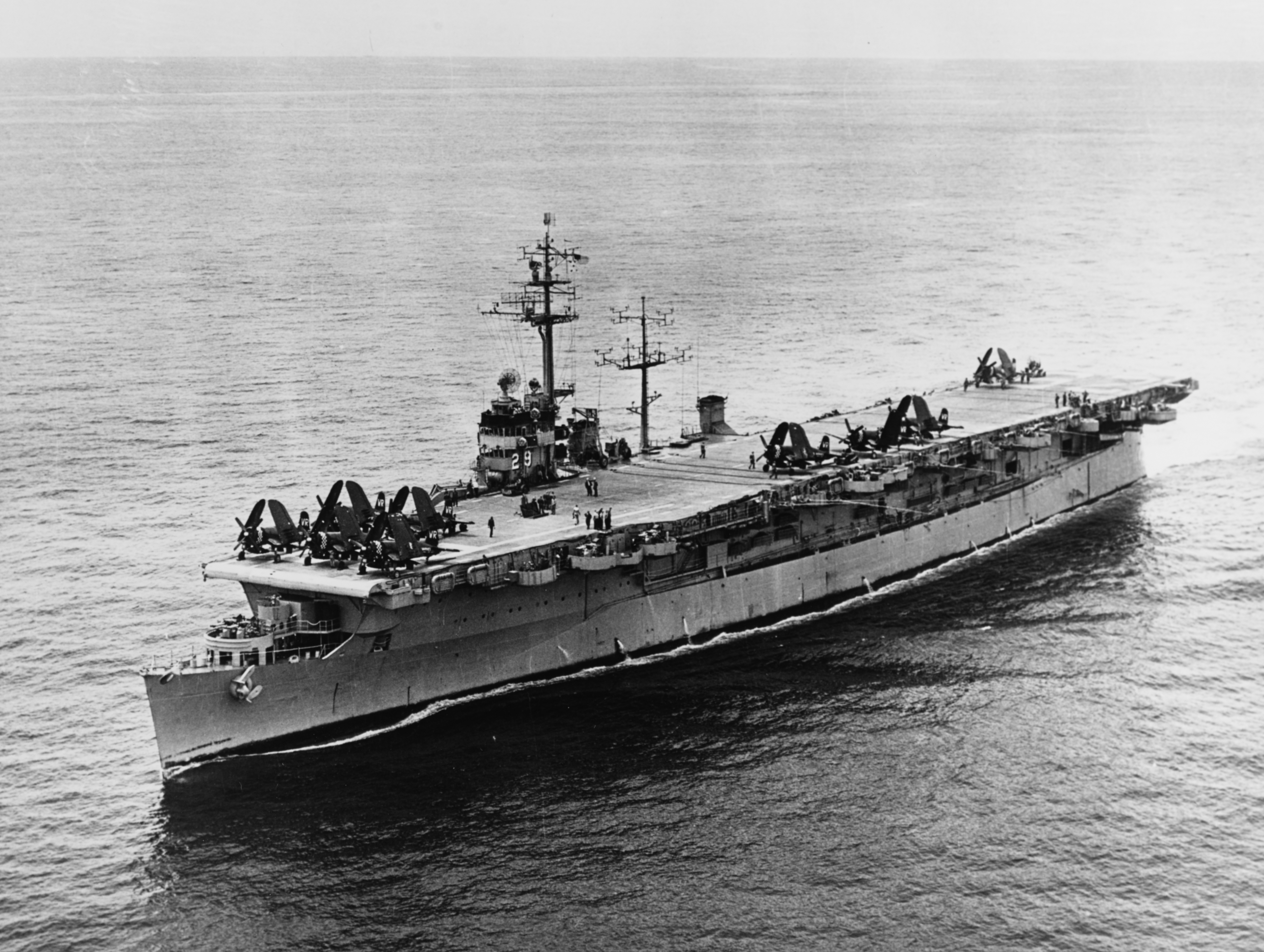
L'USS Bataan (CVL-29) avec des chasseurs bombardiers F4U-4B Corsair des Marines pendant la Guerre de Corée. Noter la suppression de deux cheminées. On distingue également l'avant du bulge bâbord (ligne oblique au droit de l'îlot)
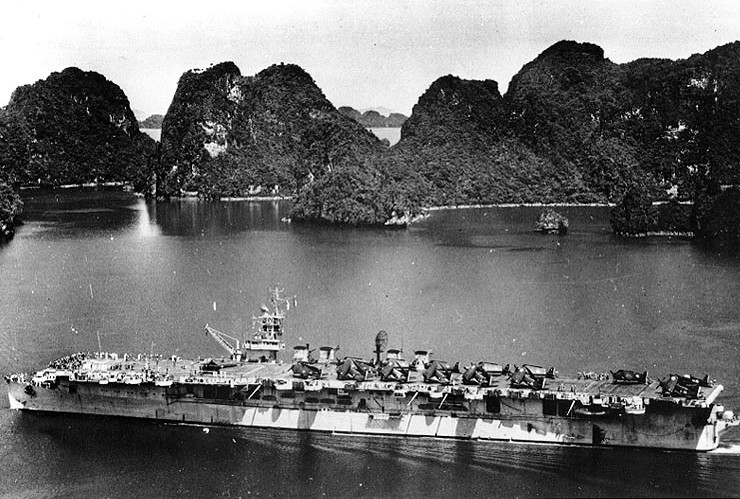
Le La Fayette (ex Langley) en Indochine en 1953
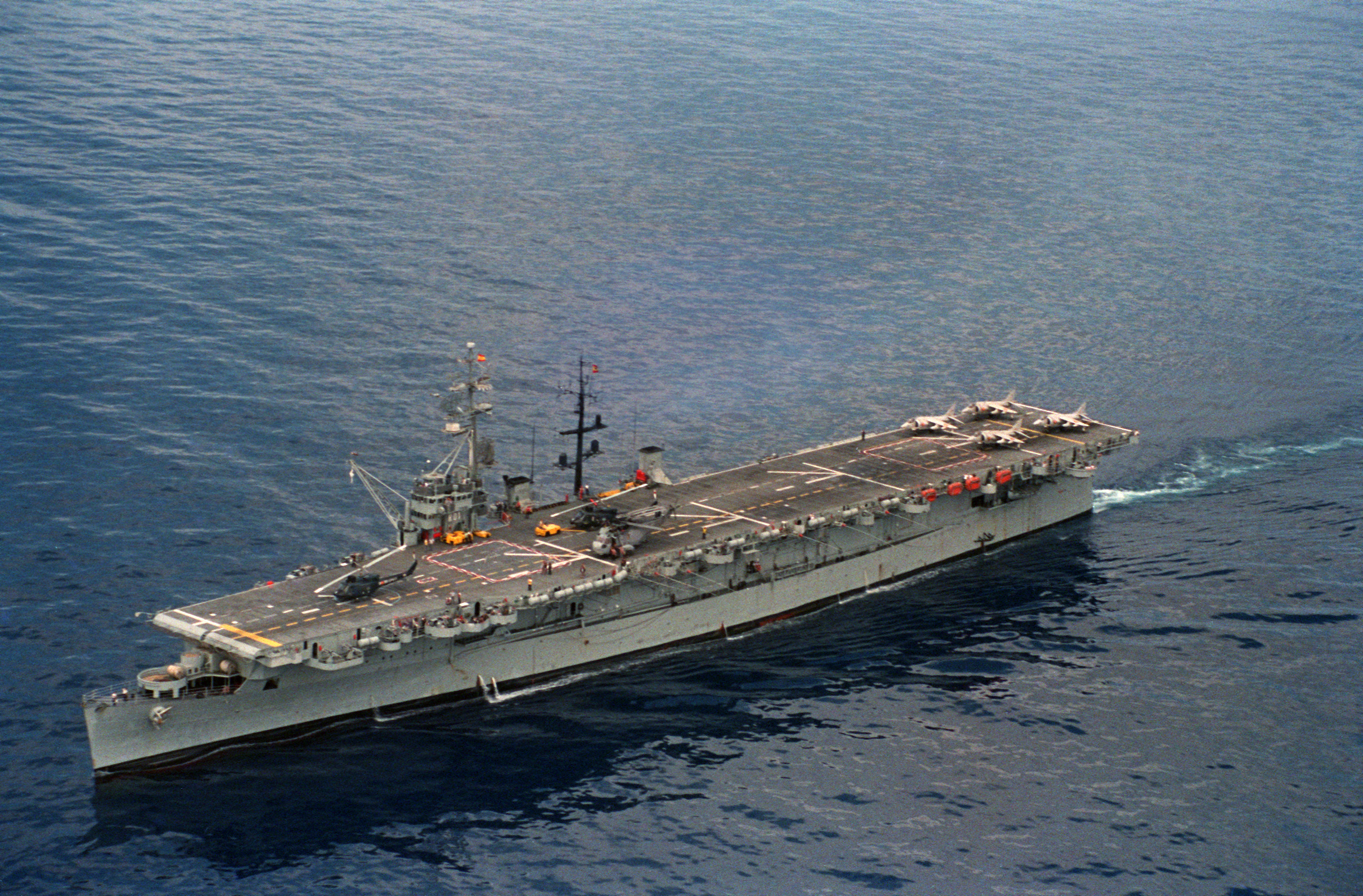
Le SNS Dédalo (ex Cabot) avec des avions AV8S Matador (Harrier) et des hélicoptères Twin Huey et Sea-King. Noter les deux cheminées.

## Le bilan desIndependence
Fermement « encouragé » par le président Roosevelt, et souvent qualifié de mesure d'extrême urgence (desperate mesure ), le développement rapide de la classe Independence, permet à la marine américaine d'obtenir une supériorité numérique indiscutable dès le début de l'offensive dans le Pacifique central en 1943. Par la suite, malgré l'augmentation du nombre des porte-avions de la classe Essex, les Independence ne sont pas de trop pour permettre à la Navy de continuer son offensive en dépit des pertes subies du fait des kamikaze.
Consciente des risques de pertes au combat, la marine US développe la classe Saipan - une version améliorée des Independence, basée sur une coque de croiseur lourd -  et lance la construction de deux exemplaires, qui arrivent cependant trop tard pour participer au conflit. Mais, dans un rapport en 1945, le comité d'évaluation de la flotte du Pacifique (Pacific Fleet Board) reconnait les limitations de ces navires. S'il admet volontiers que ces neuf bâtiments ont causé plus de dommages à l'ennemi que s'ils avaient été achevés comme des croiseurs et qu'ils soulagent les grands porte-avions des missions de surveillance et de protection en leur permettant de se concentrer sur les missions offensives, il reconnaît néanmoins que leurs capacités militaires sont trop limitées et qu'ils n'ont plus leur place dans une marine où, avec la fin de la guerre, chaque tonne doit être justifiée.
Trois Independence reprennent néanmoins du service pendant la guerre de Corée et trois autres permettront aux marines française et espagnole de développer et de maintenir des capacités aéronavales qu'elles n'auraient pas eu les moyens de se payer. Et ce jusqu'en 1989 pour l'Armada, ce qui en dit long sur le potentiel de ces navires développés dans l'urgence pendant la Seconde Guerre mondiale.